# Benešov
Benešov (německy Beneschau) je město ve Středočeském kraji, obec s rozšířenou působností a také největší město okresu Benešov. Leží v Benešovské pahorkatině 30 km jihovýchodně od Prahy, protéká jím Benešovský a Konopišťský potok. Žije zde přibližně 17 tisíc obyvatel.

## Historie

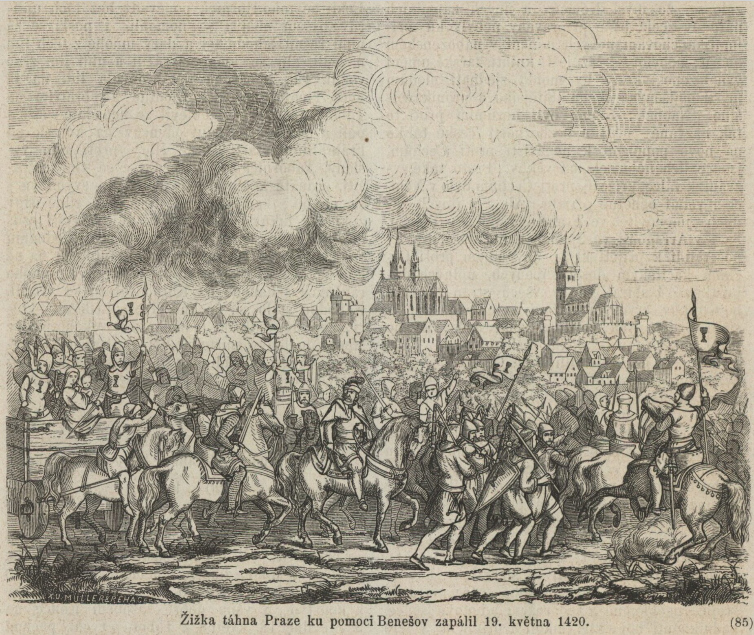
Vypálení Benešova Janem Žižkou roku 1420 (Česko-moravská kronika, 1868)

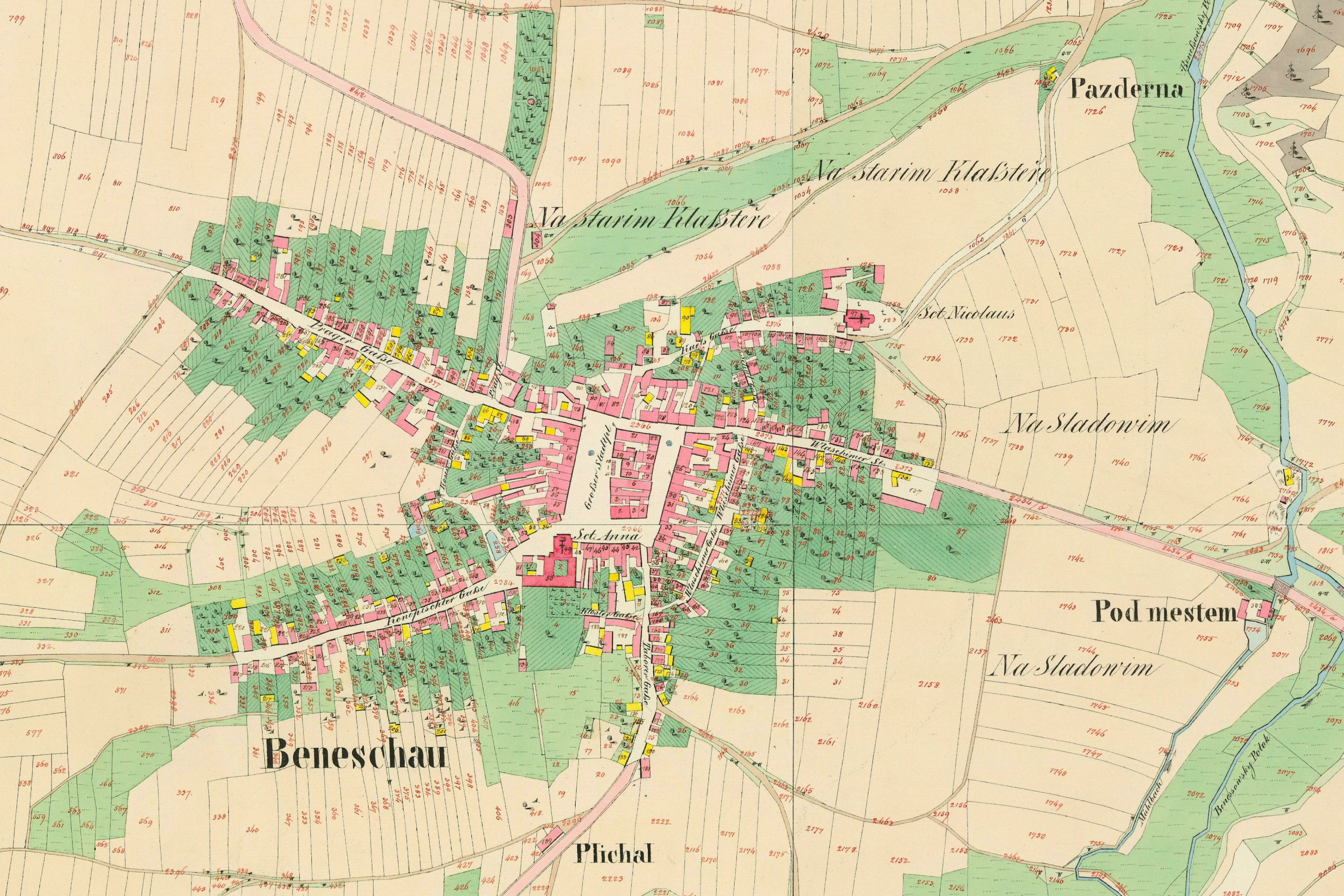
Benešov (Beneschau) na císařských otiscích map Stabilního katastru. Mapováno v roce 1840.

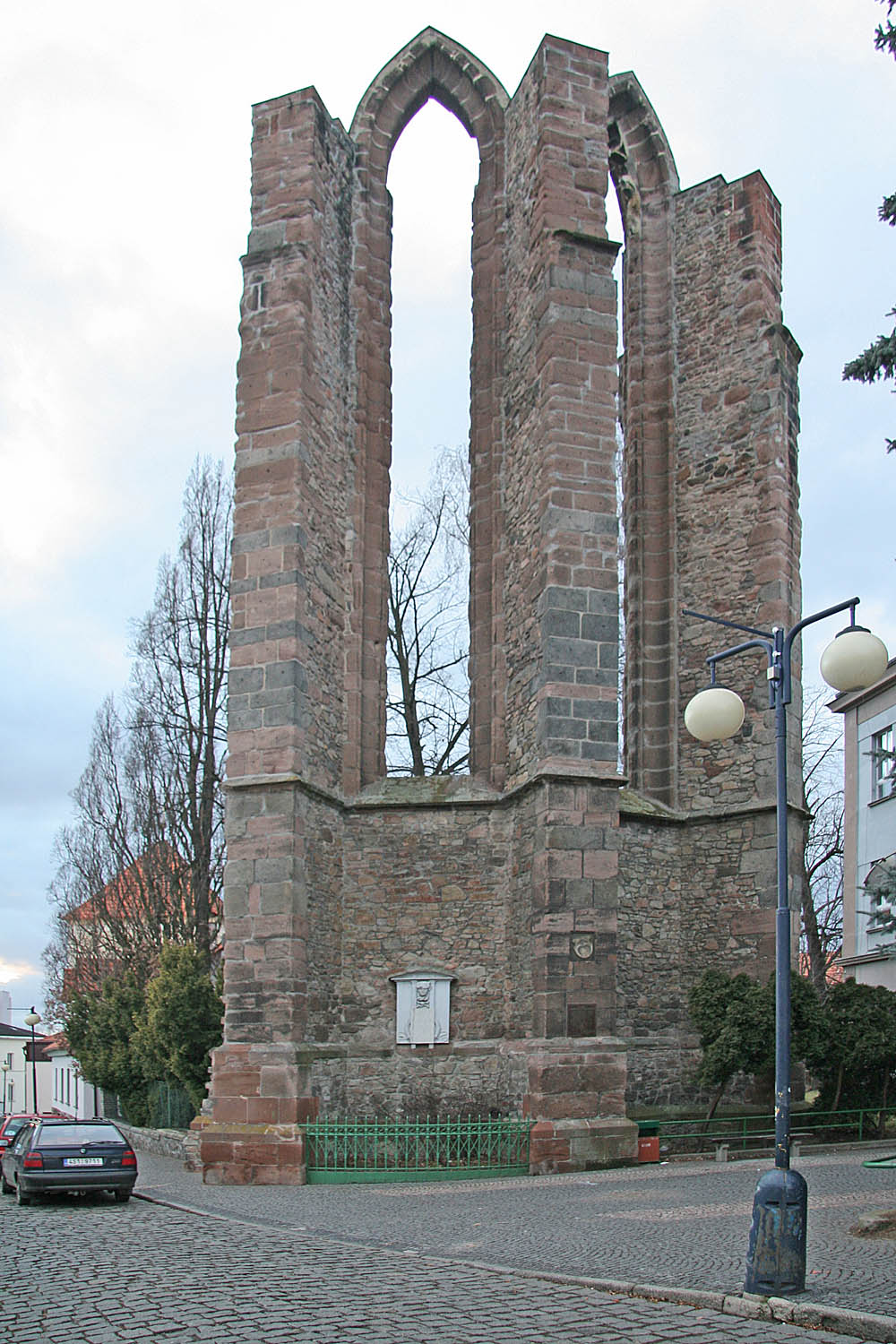
Zřícenina kláštera minoritů

V 11. století za vlády Přemyslovců probíhala kolonizace dosud neobydlených oblastí jižně od Prahy. První písemná zmínka o Benešově pochází z roku 1219 a jeho první osídlení bylo na místě dnes zvaném Na Karlově, kde vznikl panský dvorec, kostel a okolo nich osada. Poté se centrum přesunulo výstavbou městského tržiště na dnešní Masarykovo náměstí. Na Karlově byl založen minoritský klášter a majitelem se stal pražský biskup Tobiáš z Benešova, který si záhy vybudoval nové sídlo – Konopiště. Po vymření Benešoviců se majiteli stali Šternberkové a po nich městu zůstal znak – osmicípá zlatá hvězda v modrém poli. Jan Žižka zdejší klášter vypálil, když tudy táhl roku 1420 na Prahu.
Husité ale klášter nezničili úplně. Benešov se pak stal významným za doby vlády Jiřího z Poděbrad, když se roku 1451 právě v místním klášteře konal sněm za přítomnosti Jiřího, coby zemského správce, a Eneáše Sylvia, zástupce římské kurie. Jednalo se tehdy o smíření s katolickou Evropou. V roce 1473 vystoupila na zdejším sněmu také královna Johanka a tříhodinovou řečí ve zpustlém klášterním chrámu umravňovala české panstvo, vyzvala je, aby pamatovali na vládu svornosti jejího manžela a zesnulého krále Jiřího, zanechali rozbrojů mezi sebou a svorně pečovali o blaho a slávu vlasti. Johanka měla vystoupit podle Palackého i na dalším sněmu v Benešově v roce 1474, ale to již došlo k velké rozepři mezi ní a králem Vladislavem Jagellonským, takže se královna uzavřela ve svém vdovském sídle na Mělníce, kde roku 1475 zemřela.
V letech 1541–1566 žil v Benešově zvonař jménem Matěj Špic, z jehož dílny pochází mnoho zvonů, které zhotovil pro okolní kostely, jako v Bystřici, Okrouhlici, Louňovicích, Postupicích, na Hrádku, Olbramovicích, Kondraci a jinde v okolí. Velkou ranou pro město byla třicetiletá válka a zvláště obsazení švédským vojskem v roce 1648, jehož následky město poznamenaly na mnoho let. Roku 1703 byla založena piaristická kolej, na které se vyučovalo základní vzdělání a také gymnázium. Benešov se vykoupil z poddanství roku 1802 a jakožto etnicky české město se stal místem vlasteneckých aktivit. V roce 1850 byla zrušena vrchnostenská správa a v novorenesanční budově staré radnice začalo sídlit okresní hejtmanství a okresní soud, městská správa se přesunula do budovy současné radnice. Od roku 1871 prochází městem železniční trať Praha – České Budějovice.

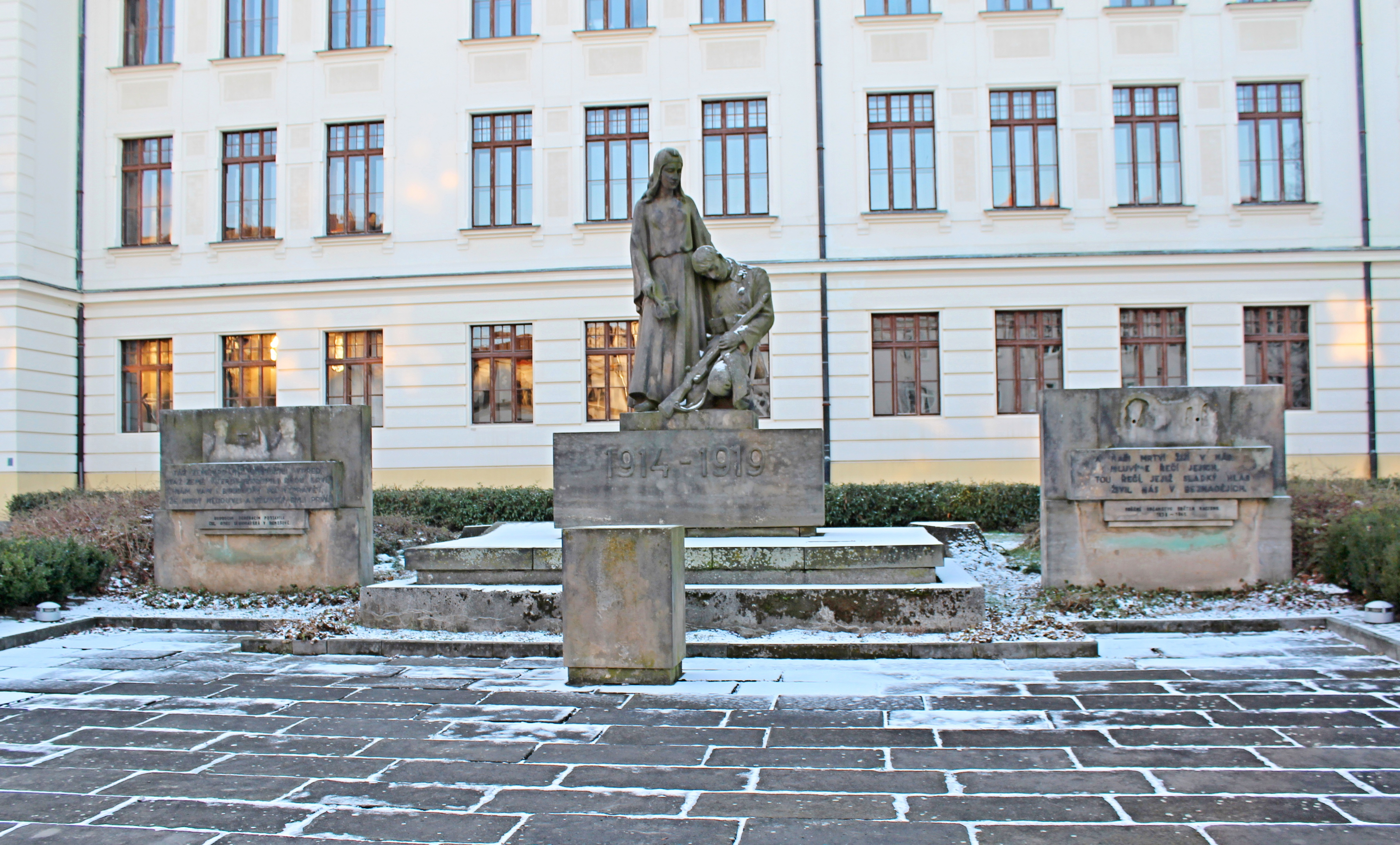
Pomník padlým v první světové válce před gymnáziem Benešov

Po vzniku republiky byl v sobotu 21. prosince 1918 kolem poledne na benešovském nádraží slavnostně uvítán prezident republiky Tomáš Garrigue Masaryk, který se tudy vracel z exilu do Prahy zvláštním vlakem. Byla to jeho poslední zastávka na cestě domů. Benešov byl okresním městem, v němž byl umístěn pěší pluk č. 48 a působila zde mj. okresní nemocnice, městské muzeum, dva biografy (Helios a Sokol), pět peněžních ústavů nebo tři hotely (Na Knížecí, Nigrín, Pošta). K roku 1932 existovaly továrny: na drátěná tkaniva a pletiva Hrbotický, na knoflíky Fluss, na kůže Herschmann, na obuv Holzer a na poživatiny Sagosa. Dále např. státní pivovar, dva lihovary a pět likérek, tři cihelny a státní žulové a syenitové lomy.
Za druhé světové války mělo být město zcela vystěhováno a mělo se stát SS-Stadt Böhmen. Součástí vojenského cvičiště Zbraní SS Benešov se stalo pouze území západně od státní silnice na Tábor, ovšem do 15. dubna 1943 se museli vystěhovat i všichni obyvatelé žijící na západ od železniční trati a jižně od Máchovy ulice, a to včetně bloku mezi Jiráskovou, Žižkovou a Husovou ulicí. Po válce se součástí města stala dosud samostatná obec Konopiště a ty vesnice, které nyní tvoří katastrální území Benešov u Prahy, a v roce 1980 ještě další, z nichž některé se v roce 1990 opět osamostatnily.

### Politický vývoj po nástupu demokracie v roce 1990
Do prvních svobodných voleb po létech totality v roce 1990 šlo v Benešově jednak masové hnutí Občanské fórum (OF), z přežívajících stran nereformovaní komunisté a reformovaní lidovci, z nových subjektů Strana zelených. Zvítězilo OF, které obsadilo post starosty (Ing. Mojmír Chromý), Zelení získali větší množství hlasů, které jim umožnilo obsadit post místostarostky. V dalším období však jejich popularita zcela klesla.[zdroj?]
V dalším volebním období se OF v Benešově, stejně jako v celém státě rozdělilo na Občanskou demokratickou stranu (ODS pod benešovským vedením Ing. Vlasty Chromé), Občanskou demokratickou alianci (ODA) a Občanské hnutí (OH), ve kterém v Benešově figurovaly zejména kulturní osobnosti (PhDr. Jiří Tywoniak, Mgr. Tomáš Fassati nebo MUDr. Ivan Mertl).[zdroj?]
Postupně nabývala na významu sociální demokracie (ČSSD), v níž dominovaly zejména osobnosti Doc. Ing. Votruby nebo Jaroslava Durase (místostarostou na přelomu století).
Po smrti starosty Chromého počátkem nového století došlo při volbě nového starosty v ODS k rozkolu, po kterém převzal vedení Ing. Petr Kouba. Významným členem ODS byl dlouhodobý místostarosta Jiří Jandač. Rozkol vedl mimo jiné k tomu, že se do dalších městských voleb začala formovat nepolitická seskupení typu „Volba pro město Benešov“ (Ing. Jaroslav Hlavnička, Tomáš Podhola) ad. Těm se společně s ODS (Ing. Roman Tichovský) opakovaně dařilo tvořit stabilní vedení městské radnice. Celkově však v zemi narůstalo politické napětí, které vedlo ke vzniku hnutí Milion chvilek ro svobodu a masovým shromážděním. Zaktivizovali si i Benešané ve vlastní aktivní skupině, v níž figurovali zejména Tomáš Novák, Tomáš Podhola nebo Jana Cechová.[zdroj?]
Obdobnou koalici se podařilo vytvořit i po volbách roku 2014, kdy Benešov stejně jako celá republika zaznamenal silný nástup nového politického hnutí s názvem ANO. Tím vyřadily z účasti v Městské radě v té době dva silné politické subjekty – ČSSD a ANO. Tyto strany se však nesmířily s postavením v opozici a za pomoci benešovských komunistů a přeběhlých zastupitelů udělaly v lednu 2016 na radnici převrat. Nejvýraznější zastupitelkou opozice s v tu chvíli stala Jana Čechová. Radikální kroky s převratem spojené však obyvatelstvo města nepřijalo, ve volbách po dvou letech (2018) postavilo ČSSD s ANO do pozice silně menšinové marginální opozice. Na radnici se tak vrátilo původní vedení (Hlavnička, Tichovský, Zahradníček). V následujících volbách (2022) obyvatelé města svou podporu tomuto vedení radnice přesvědčivě potvrdili. ČSSD získala jen jedno křeslo zastupitele a komunisté byli po létech klesajících preferencí zcela vyřazeni.[zdroj?]
Podobně jako v celé republice začala v Benešově získávat hlasy nová strana Pirátů, které se podařilo proniknout i do vládnoucí koalice a obsadit místo v Městské radě.[zdroj?]
Po roce 1990 je politický vývoj Benešova podrobně dokumentován zpravodajstvím týdeníku JISKRA. Po zrušení jeho papírové verze pak na webu stejného názvu (přibližně do roku 2020). Souběžně vývoj zaznamenal také Benešovský deník. Dění těsně po sametové revoluci byla věnována konference připravená roku 2009 okresním archívem, který z tohoto fóra historiků uložil množství shromážděné dokumentace.[zdroj?]
Dalším zdrojem informací o politickém vývoji v Benešově je sborník článků historika PhDr. Ericha Rennera s názvem „Proč to píšu“.

## Členění města a správní území

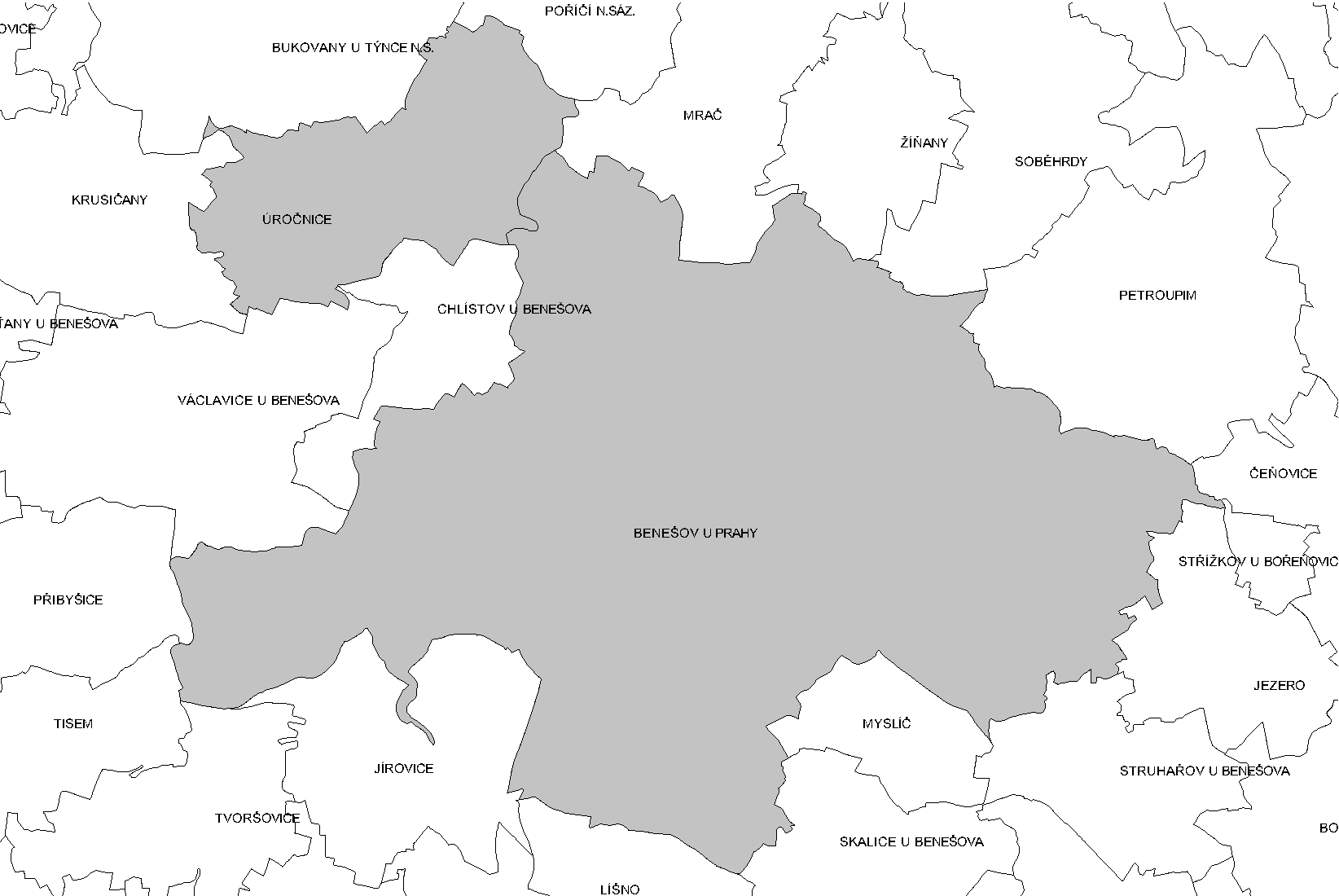
Katastrální území Benešova

Město je tvořeno dvěma katastrálními územími a 15 místními částmi:
- Benešov u Prahy (na pravém břehu Konopišťského potoka): centrum a místní části Baba, Bedrč, Boušice, Červený Dvůr, Dlouhé Pole, Chvojen, Konopiště, Mariánovice, Okrouhlice, Pomněnice a Radíkovice;
- Úročnice (na levém břehu Konopišťského potoka): místní části Úročnice, Buková Lhota a Vidlákova Lhota.

Od 1. ledna 1980 do 23. listopadu 1990 byly součástí města i Benice, Chlístov, Chrášťany a Václavice.
Benešov byl dříve sídlem okresního úřadu, v současnosti je obcí s rozšířenou působností a pověřeným obecním úřadem. Okres Benešov ale stále existuje a skládá se ze 114 obcí, správní obvod obce s rozšířenou působností z 51 obcí. Působí zde také stále okresní soud a okresní státní zastupitelství.

### Územněsprávní začlenění
Dějiny územněsprávního začleňování zahrnují období od roku 1850 do současnosti. V chronologickém přehledu je uvedena územně administrativní příslušnost obce v roce, kdy ke změně došlo:
- 1850 země česká, kraj České Budějovice, politický a soudní okres Benešov[10]
- 1855 země česká, kraj Tábor, soudní okres Benešov
- 1868 země česká, politický a soudní okres Benešov
- 1939 země česká, oberlandrat Tábor, politický i soudní okres Benešov[11]
- 1942 země česká, oberlandrat Praha, politický i soudní okres Benešov[12]
- 1945 země česká, správní i soudní okres Benešov[13]
- 1949 Pražský kraj, okres Benešov[14]
- 1960 Středočeský kraj, okres Benešov
- 2003 Středočeský kraj, okres Benešov, obec s rozšířenou působností Benešov

## Rada a zastupitelstvo
| Volby do zastupitelstev obcí 2018               | Volby do zastupitelstev obcí 2018 | Volby do zastupitelstev obcí 2018 | Volby do zastupitelstev obcí 2018 | Volby do zastupitelstev obcí 2018 |
| ----------------------------------------------- | --------------------------------- | --------------------------------- | --------------------------------- | --------------------------------- |
| strana                                          |                                   |                                   |                                   | procento hlasů                    |
| Volba                                           | Volba                             |                                   | 36,37 %                           | 36,37 %                           |
| ANO                                             | ANO                               |                                   | 11,82 %                           | 11,82 %                           |
| ODS                                             | ODS                               |                                   | 11,34 %                           | 11,34 %                           |
| STAN                                            | STAN                              |                                   | 9,74 %                            | 9,74 %                            |
| PIRÁTI                                          | PIRÁTI                            |                                   | 7,45 %                            | 7,45 %                            |
| ČSSD                                            | ČSSD                              |                                   | 6,49 %                            | 6,49 %                            |
| KSČM                                            | KSČM                              |                                   | 5,53 %                            | 5,53 %                            |
| strany, které získaly mandáty v zastupitelstvu. |                                   |                                   |                                   |                                   |

### Složení zastupitelstva 2018–2022
- Volba pro Benešov: Jaroslav Hlavnička, Jan Hrachovský, Ladislav Klavrza, Luboš Machulda, Lada Pavlíčková, Zdeněk Zahradníček, Petr Jandač, Karel Navrátil, Igor Chromý, Petra Kuchařová, Jan Hrachovský
- ČSSD: Ing. Jindřich Bulan
- ANO: Jakub Hostek, Jaroslava Pokorná Jermanová, Jiří Švadlena
- ODS: Pavel Pavlík, Jaroslav Roll, Roman Tichovský
- STAN s podporou KDU-ČSL: Luboš Balata, Jana Čechová
- Česká pirátská strana s podporou Zelení: Daniel Netušil, Radek Klempera
- KSČM: Michal Budlovský

| Volba pro Benešov · Volba pro Benešov · Volba pro Benešov · Volba pro Benešov · Volba pro Benešov · Volba pro Benešov · Volba pro Benešov · Volba pro Benešov · Volba pro Benešov · Volba pro Benešov · Volba pro Benešov | ANO 2011 · ANO 2011 · ANO 2011 | ODS · ODS · ODS | STAN–Spolu pro Benešov · STAN–Spolu pro Benešov | Česká pirátská strana · Česká pirátská strana | ČSSD | KSČM |

### Městská rada
- Starosta: Ing. Jaroslav Hlavnička
- Místostarosta: Ing. Roman Tichovský
- Místostarosta: Mgr. Jakub Hostek
- Ostatní radní:
  - Volba pro město: Mgr. Petr Jandač, Ing. Luboš Machulda, MBA,
  - STAN s podporou KDU-ČSL: Ing. Jana Čechová
  - Česká pirátská strana s podporou Zelení: Ing. Daniel Netušil

### Volby 2018
|         | Volba  | ANO    | ODS    | STAN   | PIRÁTI | ČSSD  | KSČM  |
| %       | 36,37% | 11,82% | 11,34% | 9,74%  | 7,45%  | 6,49% | 5,53% |
| Hlasů   | 47 142 | 15 320 | 14 704 | 12 625 | 9 655  | 8 418 | 7 175 |
| Mandátů | 11     | 3      | 3      | 2      | 2      | 1     | 1     |
| Změna   | ▲ 4    | ▼ 2    | ▬      | ▬      | ▲ 2    | ▼ 5   | ▼ 1   |

## Pamětihodnosti

### Kulturní památky
- Kostel sv. Mikuláše – kostel se samostatnou zděnou zvonicí na vrchu Karlov pochází ze 13. století, byl mnohokrát přestavován. Na zvonici je doložen zvon František z roku 1480 od Václava z Velvar, zvon Mikuláš z roku 1483 od téhož zvonaře a zvon Salvátor z roku 1603 od Jakuba Konváře.
- Zřícenina klášterního kostela minoritů – klášter byl založen v 1. polovině 13. století. V roce 1420 byl společně s celým městem vypálen husity. Při klášteře stojí stará zděná zvonice, na ní se nachází vzácný zvon z roku 1322 od zvonaře Rudgera, který je druhým nejstarším datovaným zvonem v Česku. Zvon byl nalezen při výkopových pracích v sutinách bývalého minoritského kláštera v roce 1799. Další zvon je z roku 1595 od Matouše Voříška.
- Piaristická kolej a kostel sv. Anny – kolej byla založena roku 1703 Františkem Karlem Přehořovským z Kvasejovic. Celá stavba byla dokončena teprve roku 1717 za Jana Josefa z Vrtby, nejvyššího purkrabího království českého, který ke klášteru nechal přistavět kostel sv. Anny. Nad hlavním vchodem do kostela je jeho znak s latinským nápisem. Barokní stavbu projektoval slavný architekt G. B. Alliprandi.
- Zámek Konopiště – pravděpodobně založen koncem 13. století
- Starý židovský hřbitov – založen v 17. století, funkční do roku 1883, po roce 1980 byl téměř zlikvidován, nyní parčík s několika náhrobky
- Nový židovský hřbitov s márnicí (stálá expozice holocaustu)
- Budova bývalé okresní hospodářské záložny (1903), kult. památka
- Pivovar Ferdinand – chráněná kulturní památka z počátku 20. století
- Budova gymnázia – vystavěna v novorenesančním stylu v letech 1905–1907
- Budova nádraží s Císařským salonkem včetně vodárny a výtopny – zapsána v Ústředním seznamu kulturních památek[15]
- Kaplička pod Červenými Vršky
- Budova bývalé Městské spořitelny podle projektu rodáka arch. O. Novotného, kulturní památka
- Rodinný dům pokladníka spořitelny Váni, arch. Novotný, Černoleská ulice
- Secesní dům, Žižkova ulice

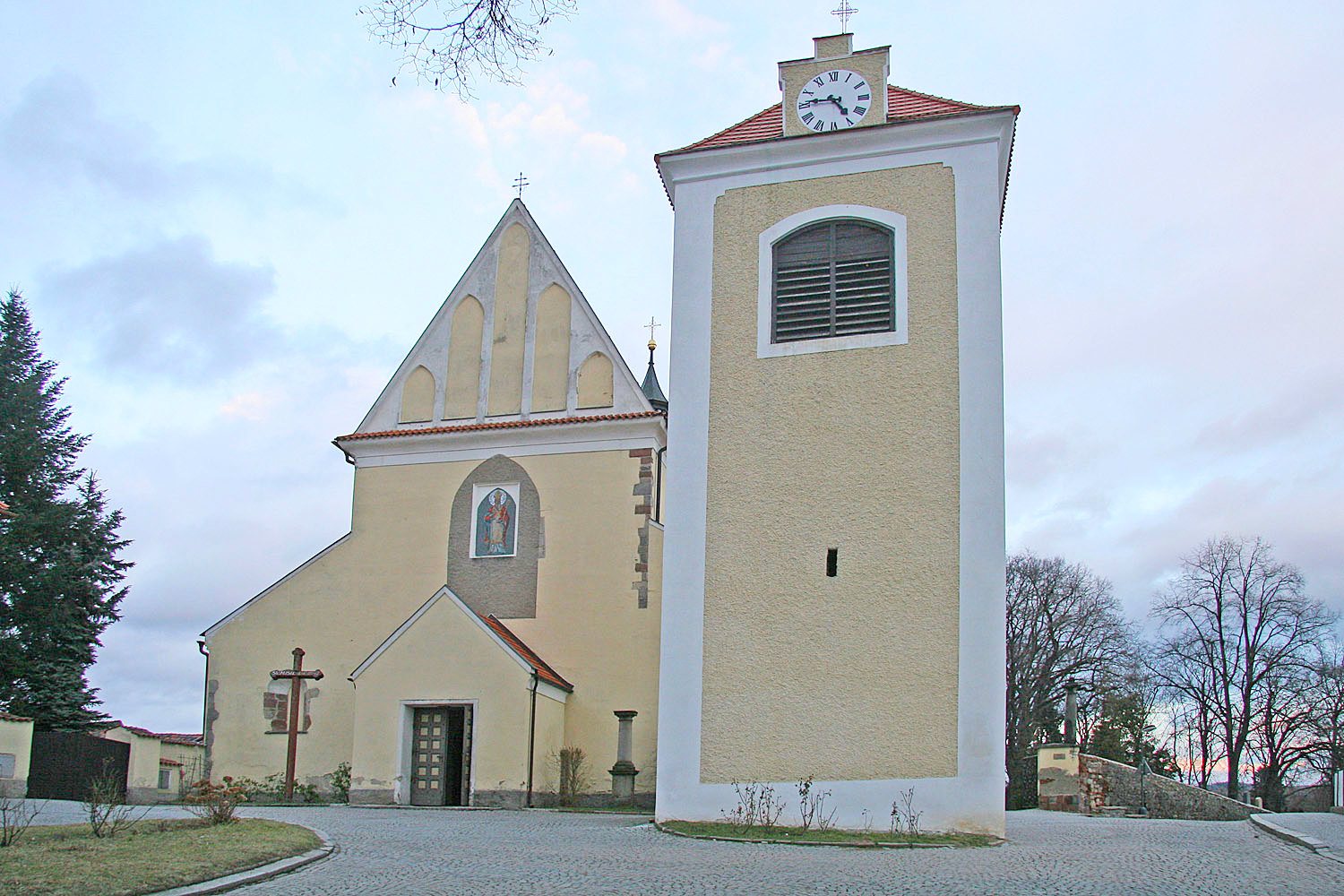
Kostel svatého Mikuláše se zvonicí
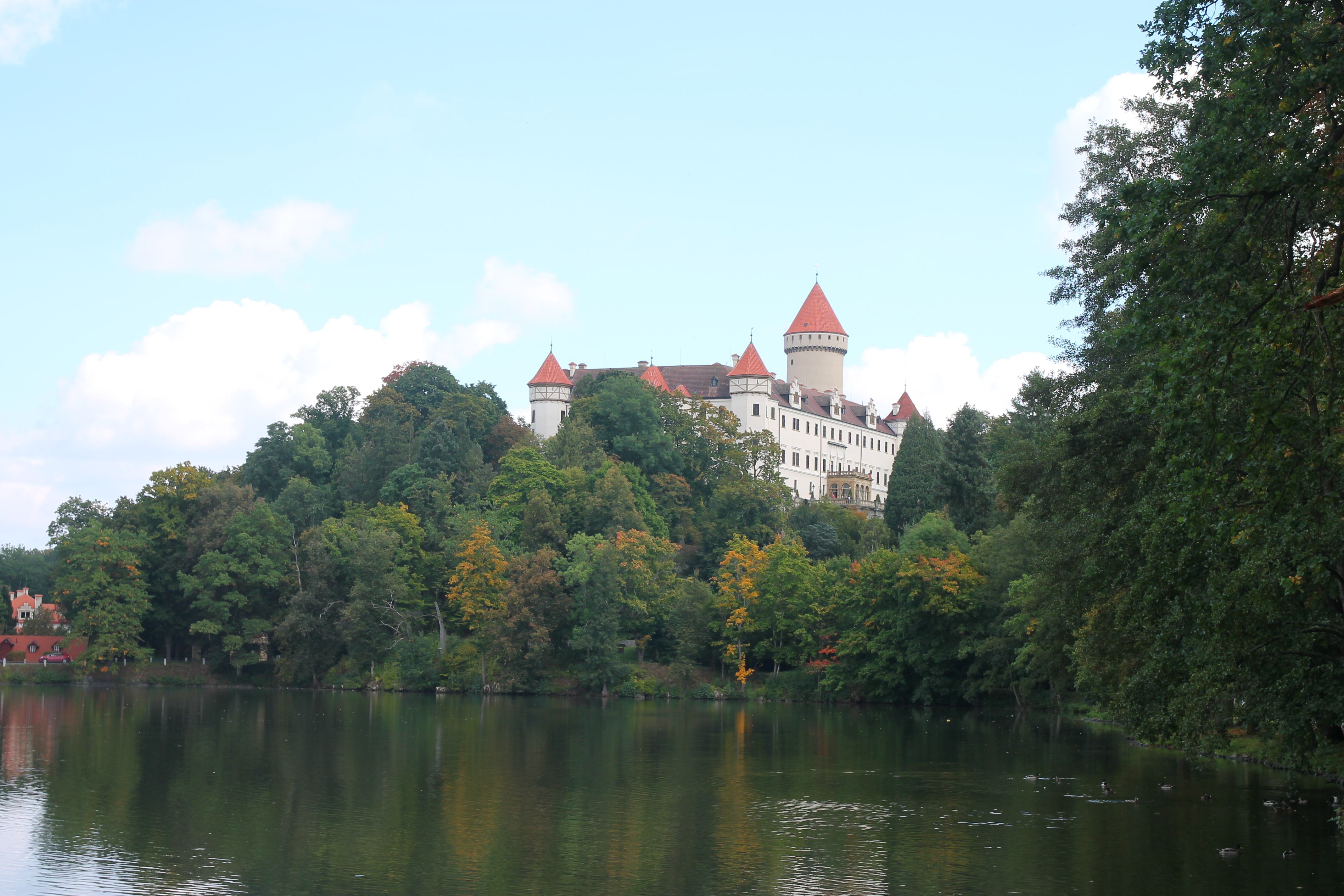
Zámek Konopiště
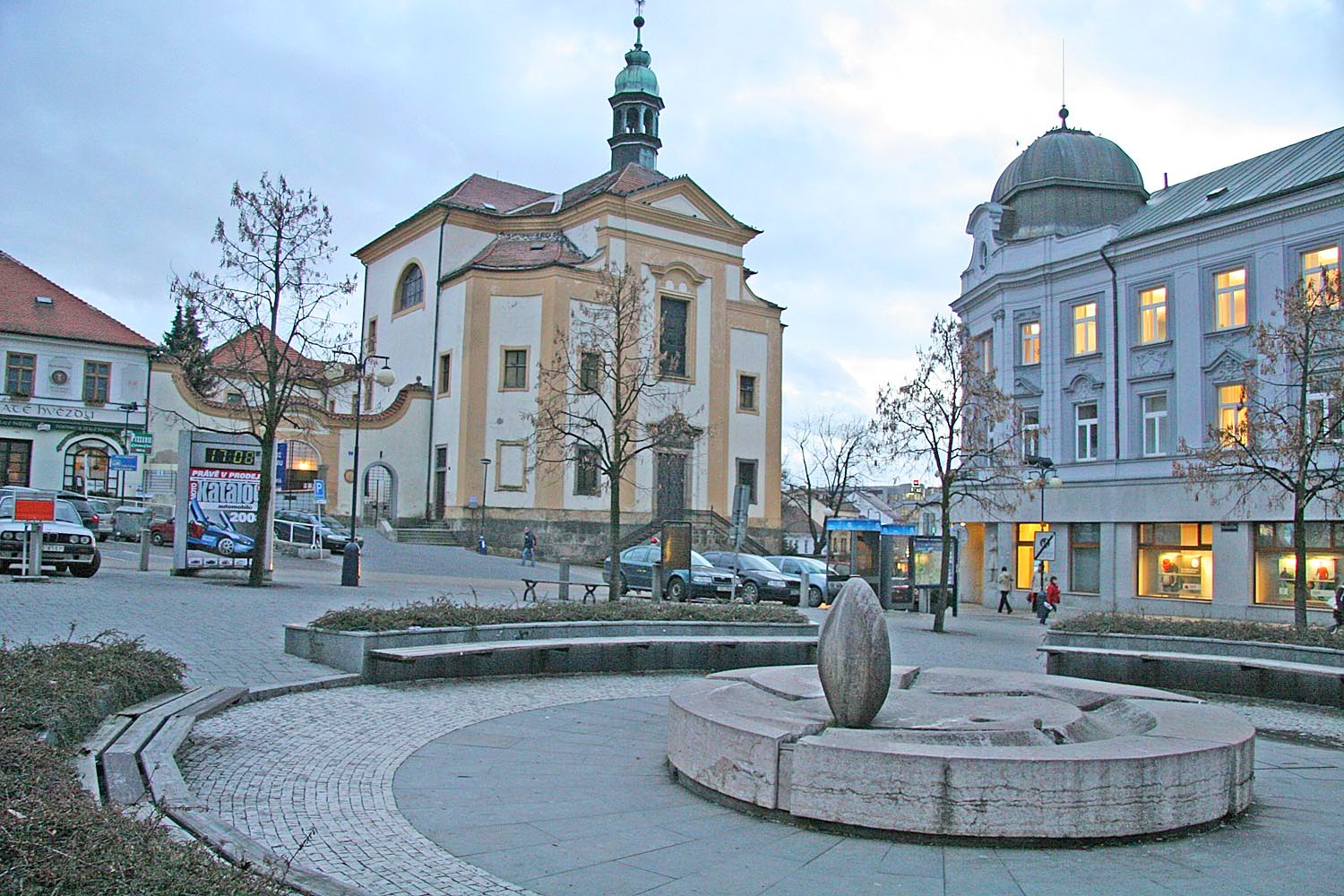
Kostel svaté Anny
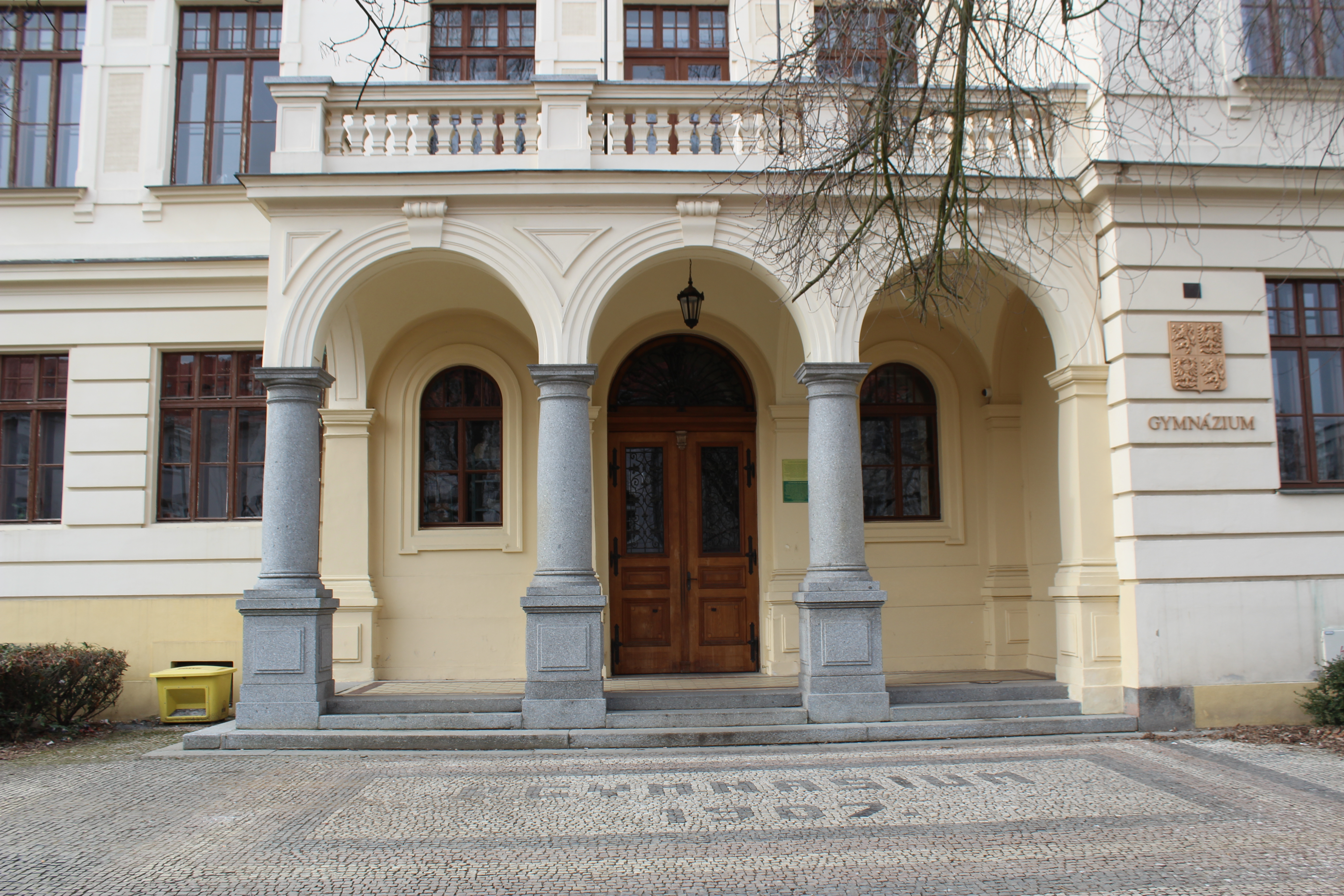
Hlavní vchod do Gymnázia Benešov

### Pozoruhodné objekty města
Městská rada schválila v závěru 90. let seznam památek, které nesplňují podmínky k zařazení do kategorie "kulturní památka", ale jsou pro historii města významné:
- Městská radnice, historický objekt rekonstruovaný v 90. létech 20. století arch. Josefem Pleskotem, Masarykovo náměstí
- Novorenesanční sokolovna, Tyršova ulice
- Historická novorenesanční budova nemocnice
- Dům Josefa Suka – dům v Husově ulici, kde zbytek života trávil a také zde zemřel hudební skladatel Josef Suk
- Rondokubistický dům bývalé okresní nemocenské pokladny, Husovo náměstí
- Novobarokní komplex Městského divadla, hotelu Pošta a spořitelny, Tyršova ulice
- Rodinný dům malíře Šímy, Šímova ulice,
- Vodárenská věž Na Sladovce, ad.

#### Pozoruhodné stavby moderní, postmoderní a navazující architektury
- Funkcionalistický vodní areál Na Koupadlech včetně pavilonu občerstvení
- Transfúzní stanice nemocnice v bruselském stylu (zbourána 2010)
- Koupaliště v Dukelské ulici
- Sbor Znovuzrození v Čechově ulici (arch. Kovář)
- Dům s kavárnou (arch. Cajthamlová) ve Vnoučkově ulici
- Dům s pečovatelskou služnou pod Karlovem (arch. Línek)
- Hotelový komplex na Karlově (arch. Lábus)
- Rehabilitační pavilon nemocnice

## Obyvatelstvo
Podle sčítání lidu roku 1921 zde žilo v 531 domech 7 828 obyvatel, z nichž bylo 3 671 žen. 7 545 obyvatel se hlásilo k československé národnosti, 38 k německé a 25 k židovské. Žilo zde 4 960 římských katolíků, 204 evangelíků, 1 792 příslušníků Církve československé a 299 židů. Podle sčítání roku 1930 zde žilo v 784 domech 8 307 obyvatel. 7 946 obyvatel se hlásilo k československé národnosti a 260 k německé. Žilo zde 5 222 římských katolíků, 294 evangelíků, 2 090 příslušníků Církve československé a 237 židů.
| Rok            | 1869  | 1880  | 1890  | 1900  | 1910  | 1921  | 1930  | 1950   | 1961  | 1970   | 1980   | 1991   | 2001   | 2011   | 2021   |
| -------------- | ----- | ----- | ----- | ----- | ----- | ----- | ----- | ------ | ----- | ------ | ------ | ------ | ------ | ------ | ------ |
| Počet obyvatel | 5 345 | 6 240 | 7 413 | 8 450 | 8 857 | 9 304 | 9 820 | 10 387 | 9 774 | 10 769 | 14 258 | 15 892 | 16 323 | 16 264 | 16 379 |
| Počet domů     | 453   | 509   | 537   | 588   | 642   | 715   | 999   | 1 392  | 1 366 | 1 510  | 1 587  | 1 836  | 1 952  | 2 133  | 2 302  |

| Rok            | 1869  | 1880  | 1890  | 1900  | 1910  | 1921  | 1930  | 1950  | 1961  | 1970  | 1980   | 1991   | 2001   | 2011   | 2021   |
| -------------- | ----- | ----- | ----- | ----- | ----- | ----- | ----- | ----- | ----- | ----- | ------ | ------ | ------ | ------ | ------ |
| Počet obyvatel | 3 694 | 4 413 | 5 589 | 6 788 | 7 400 | 7 828 | 8 307 | 9 110 | 8 651 | 9 795 | 13 317 | 14 994 | 15 425 | 15 317 | 15 232 |
| Počet domů     | 297   | 345   | 367   | 422   | 470   | 531   | 784   | 1 111 | 1 179 | 1 292 | 1 360  | 1 567  | 1 654  | 1 804  | 1 909  |

Věková struktura obyvatel obce Benešov roku 2011
Rodinný stav obyvatel obce Benešov roku 2011
Vzdělání obyvatel obce Benešov roku 2011

## Průmysl

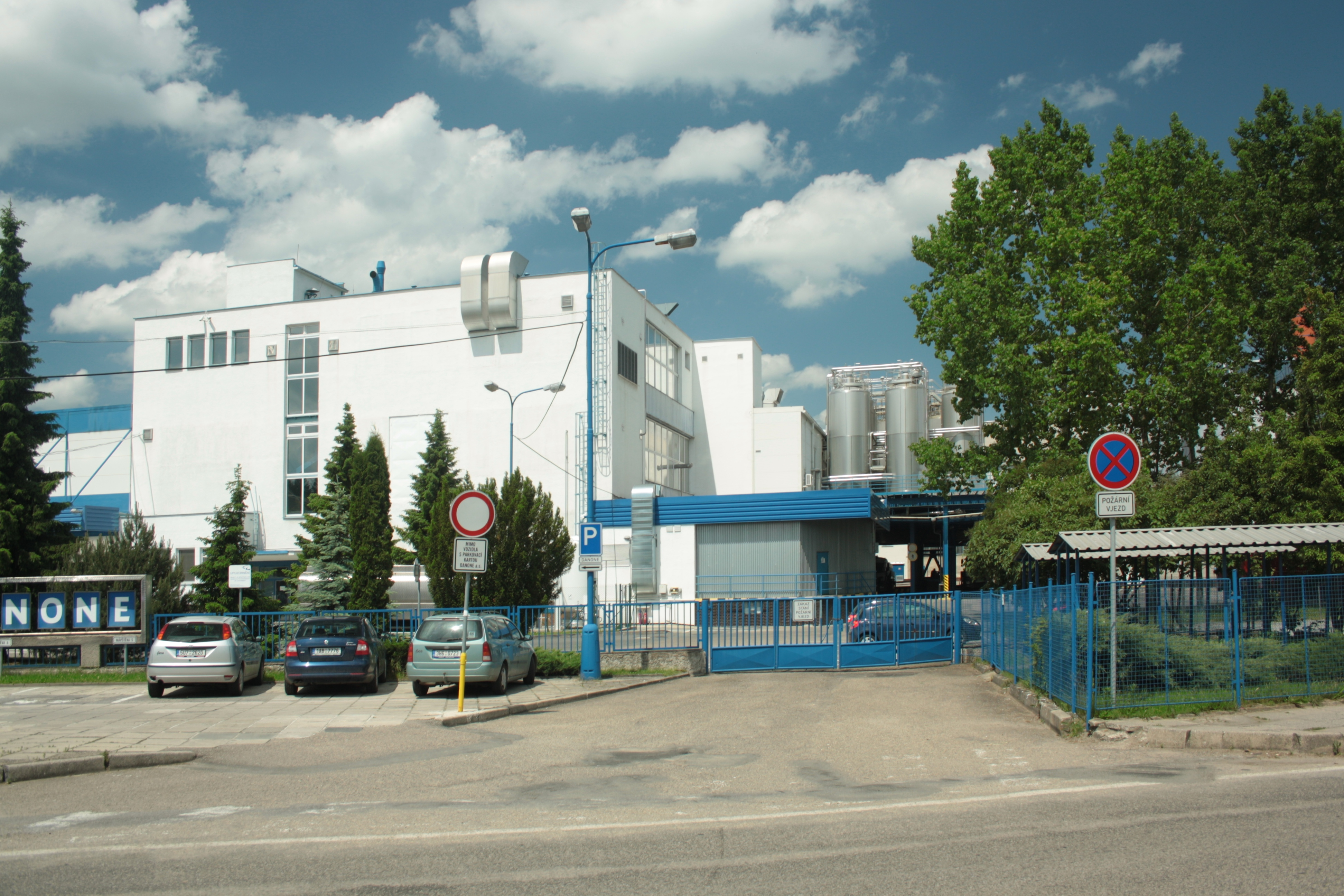
Firma SCHREIBER

K nejvýznamnějším průmyslovým odvětvím v Benešově patří potravinářství a strojírenství.
Významné firmy:
- Schreiber – výroba mléčných výrobků
- Benea – výroba pekařských a cukrářských výrobků
- Baest – výroba jeřábů, nádrží a ocelových konstrukcí
- Mavel – výroba technologických celků s turbínami
- Pinko – výroba zmrzlin
- pivovar Ferdinand

## Doprava

### Silniční doprava
Benešovem vedou nebo z něj vycházejí tyto silnice:
- silnice I/3 Mirošovice (dálnice D1) – Benešov – České Budějovice – Rakousko
- silnice II/106 Benešov – Týnec nad Sázavou – Kamenný Přívoz – Štěchovice
- silnice II/110 Benešov – Ostředek – Sázava
- silnice II/112 Benešov – Vlašim – Pelhřimov – Telč – Želetava

### Železniční doprava

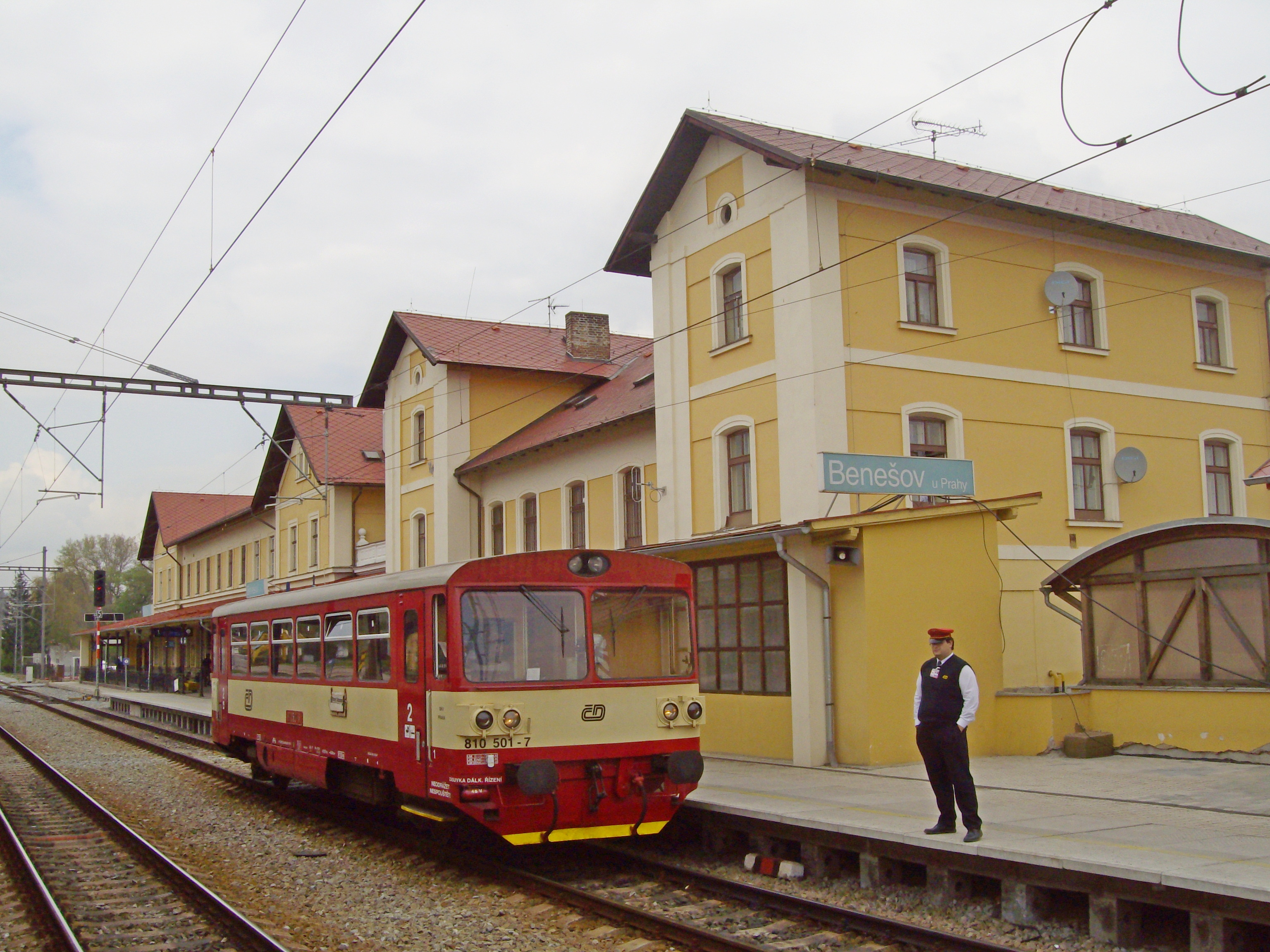
Nádraží Benešov u Prahy

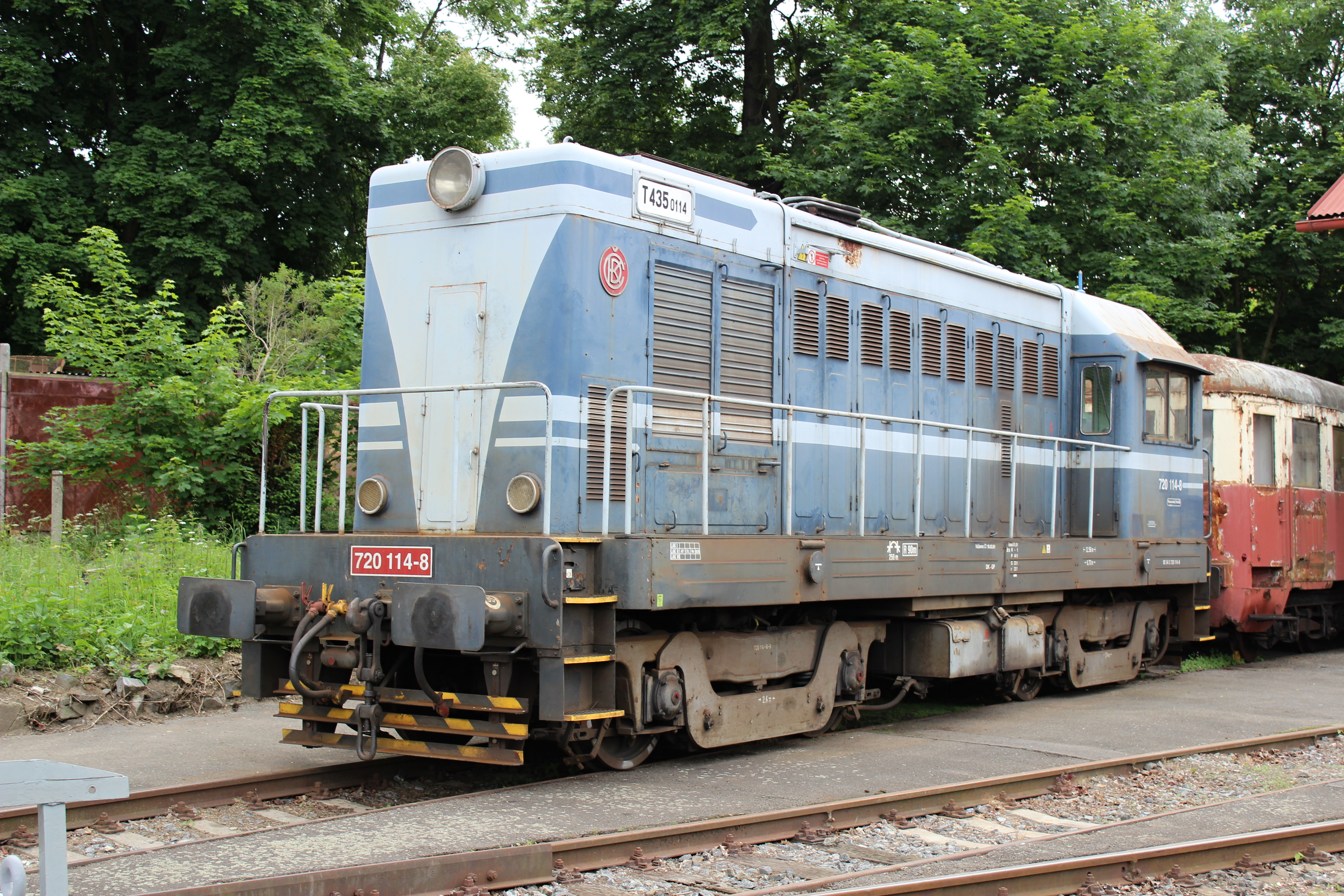
Lokomotiva T 435 Hektor u točny benešovského nádraží je součástí sbírky železničních veteránů Posázavského Pacifiku, o.s.

Benešovem prochází IV. tranzitní železniční koridor z Německa do Rakouska. Dlouhá léta zde projížděly expresy Praha–Vídeň včetně slavné soupravy „Vindobona“. Železniční stanice Benešov u Prahy patří k těm, jejichž název je oproti názvu obce rozšířený, protože Benešovů je v ČR pět. Leží na těchto tratích:
- Železniční trať Praha – České Budějovice, z větší části dvoukolejná elektrizovaná celostátní dráha s velkým dopravním významem a s mezinárodním provozem, součást čtvrtého koridoru, úsek do Veselí nad Lužnicí v provozu od roku 1871
- Železniční trať Benešov u Prahy – Trhový Štěpánov, jednokolejná neelektrizovaná regionální dráha s nepříliš hustým provozem, úsek do Vlašimi v provozu od roku 1895

Rychlíky linky R17 Praha – České Budějovice zde zastavují téměř každou hodinu a jízdní doba do stanice Praha hlavní nádraží v roce 2012 činila 42 minut. Osobní vlaky linky S9 do Prahy vyjíždějí z Benešova každých třicet (mimo špičky šedesát) minut a jsou součástí systému pražské příměstské železnice Esko.
V době výstavby koridoru se nabízela výstavba dalších dvou zastávek na území města, které by podpořily vnitroměstskou dopravy (Červené vršky, Černoleská, příp. ještě „Benešov – depo“ přiléhající k novému rozvojovému území Mariánovice). Ekonomicky výhodné nabídky ze strany Správy železnic nebyly využity.[zdroj?]

### Městská autobusová doprava
V Benešově je taktéž zavedena městská autobusová doprava. Do komunistického převratu zjišťovaly autobusovou dopravu soukromí dopravci. Poté státní dopravce ČSAD Benešov, který se po návratu demokracie přejmenoval na ICOM. Městské linky zajíždějí do benešovských částí Pomněnice nebo Mariánovice, jsou však v provozu jen v pracovní dny. Další tu jsou spoje Pražské Integrované Dopravy od 1. dubna 2021 do těchto cílů: Praha, Tábor, Jindřichův Hradec / Třeboň, Štěchovice, Mladá Vožice, Jankov, Odlochovice, Votice, Týnec nad Sázavou – Jílové u Prahy, Týnec nad Sázavou – Netvořice – Neveklov, Neveklov–Křečovice, Neveklov – Jablonná nad Vltavou, Bystřice–Maršovice–Neveklov[zdroj?]
V roce 2021 byl přestavěn stávající autobusový terminál. Výhodná alternativní možnost autobusového nádraží z druhé strany kolejiště s využitím nového pochodu nebyla využita.[zdroj?]

### Městská turistická doprava
Od června 2012 je v Benešově zřízena speciální městská turistická doprava. Ta je zajišťována dvouvozovým ekovláčkem. Ekovláček měl původně vyjet již v dubnu 2012, na svou první jízdu se však vydal až 29. června 2012, ovšem i potom se potýkal s problémy. Vláček vyjíždí pětkrát denně v pracovní dny i o víkendu od městského informačního centra. Mezi jeho zastávky patří např. pivovar, gymnázium, vrch Karlov, zajíždí i do Konopiště.

### Letecká doprava
Jihojihozápadně od Benešova se ve vzdálenosti 5,6 km nachází letiště Benešov, které leží na území sousedního města Bystřice, jež ho také provozuje.

## Školství
Mateřské školy:
- MŠ Čtyřlístek

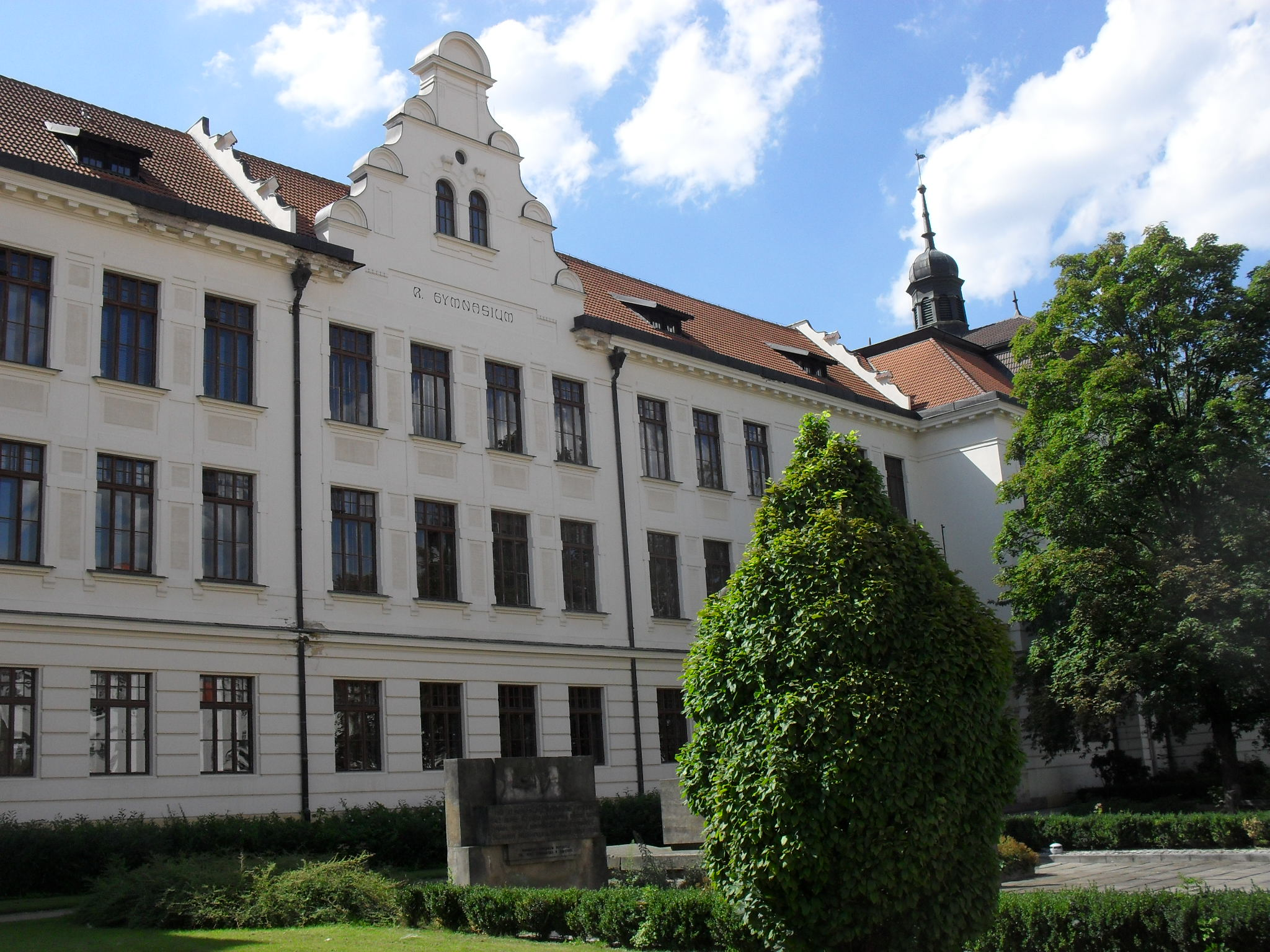
Gymnázium v Benešově

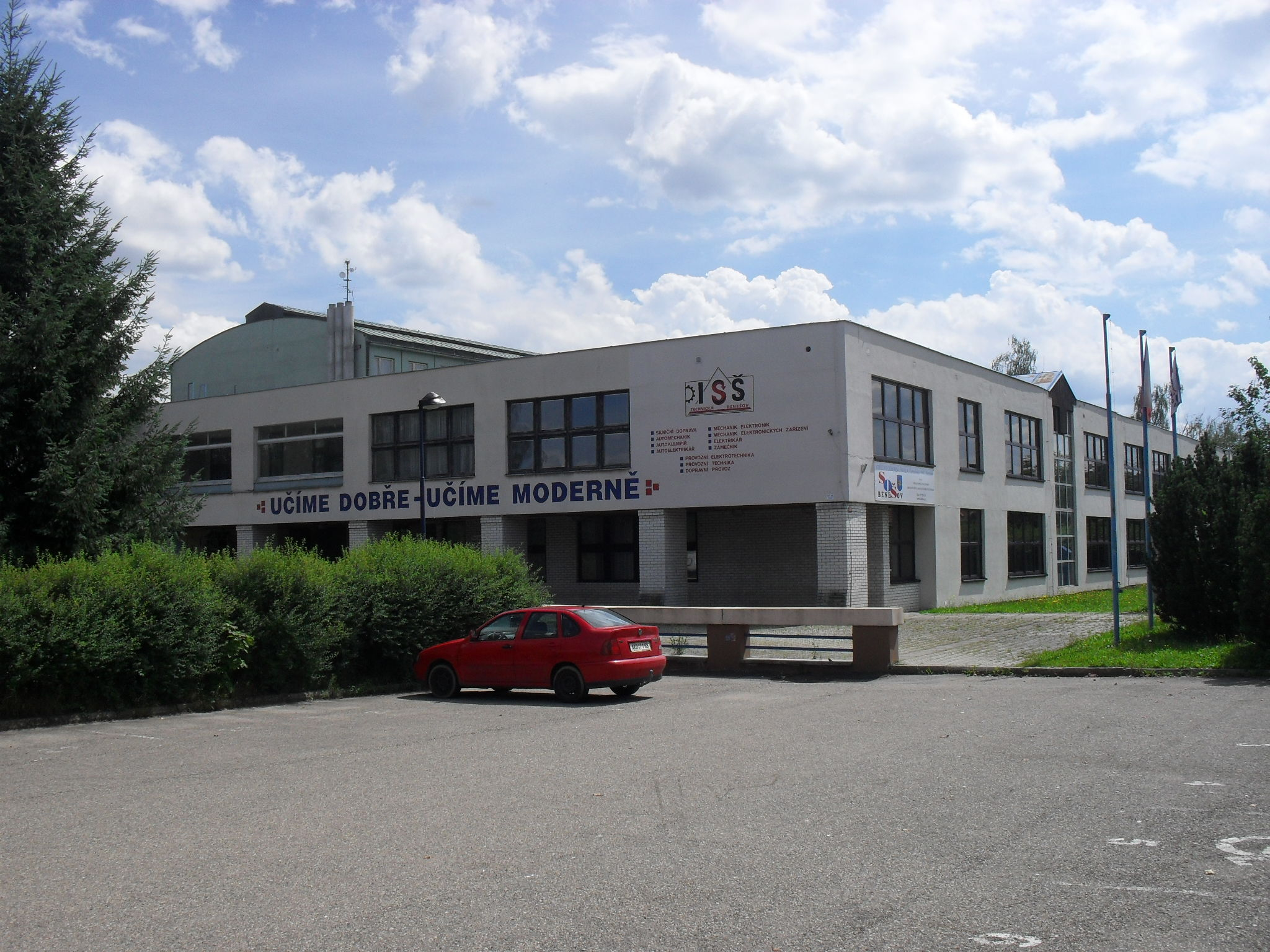
Integrovaná škola v Benešově

- MŠ U Kohoutka Sedmipírka, MŠ Longenova
- MŠ Karlov
- MŠ Úsměv
- MŠ Berušky

Základní školy:
- ZŠ Dukelská
- ZŠ Jiráskova
- ZŠ Karlov
- ZŠ Konopišťská
- Základní umělecká škola Josefa Suka Benešov

Střední školy:
- Gymnázium Benešov
- Střední škola cestovního ruchu
- Střední technická a integrovaná škola Černoleská
- Střední ekonomická škola
- Střední zdravotnická škola
- Střední zemědělská škola
- Střední odborné učiliště stavební

Ostatní:
- Praktická škola Konopišťská
- Vyšší odborná zemědělská škola
- Institut informačního designu Muzea umění Benešov – vzdělávací centrum druhé gramotnosti (1990–2017)

## Duchovní kultura
Duchovní kultura je v každém městě nejstarším základem dalšího obecního kulturního vývoje, který de týká vzdělávání, umění, charity a veřejných aktivit. Vytváří podstatu místní identity.

### Vývoj v Benešově

#### Židovská kultura
Kultura s nejdelší tradicí měla svou svatyni u náměstí v Pražské ulici. Dále pak starý a nový židovský hřbitov (viz památky). Vinou nesnášenlivosti společnosti byla ve 40. letech 20. století v Benešově zlikvidována. Ani komunistický režim nebyl vůči ní tolerantní, a tak nechal v 70. létech zbourat synagogu, která byla zajímavou kulturní památkou. Přeživší Židé v Benešově se stáhli do ústraní a o jejich kulturní odkaz (památník holocaustu a hřbitov) se starají obětaví křesťané.[zdroj?]

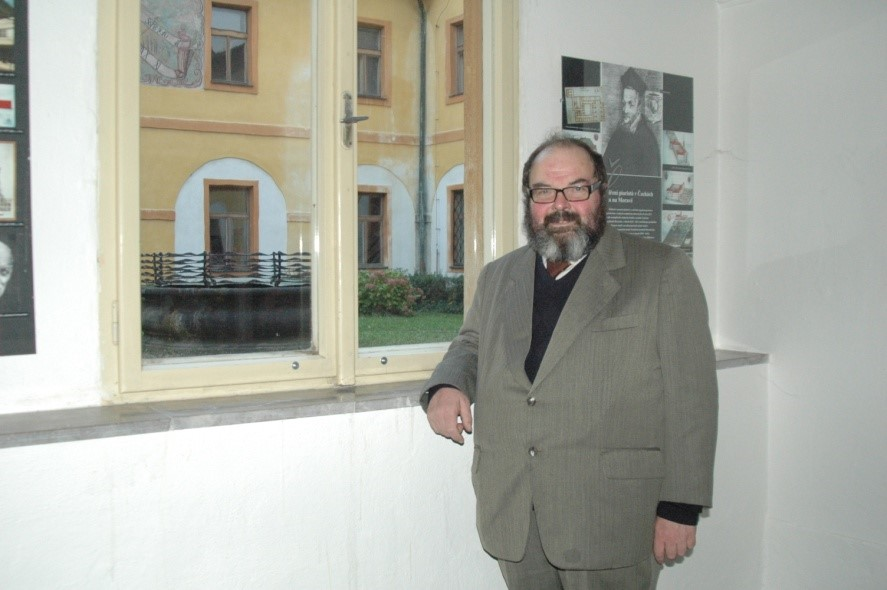
Historik Václav Bartůšek v expozici o piaristech v ambitu koleje

#### Křesťanská kultura
Křesťanská kultura, později specifikovaná na katolickou a protestantskou. Následně ještě na další, např. husitskou. Má v Benešově bohatou historii, mj. díky činnosti minoritského kláštera a vzdělávací, vědecké a kulturní aktivitě piaristů. Její kolej představuje počátky benešovského gymnázia. Na území města jsou tři kostely a jedna kaple na zámku Konopiště. Po roce 1990 vyniká katolická farnost velmi kvalitním chrámovým sborem a intenzívní charitativní činností.[zdroj?]
Historie piaristů je podrobně probádána historikem Václavem Bartůškem a promítnuta do malé stálé expozice v samotné koleji. Veřejná diskuse po návratu demokracie vedla k přijetí sloganu "Benešov – město piaristické kultury a vzdělanosti", který se uplatňoval na letácích i propagačních bilboardech u silnice. Od roku 2010 však bylo rozhodnuto o přízemnější formě prezentace města.[zdroj?]

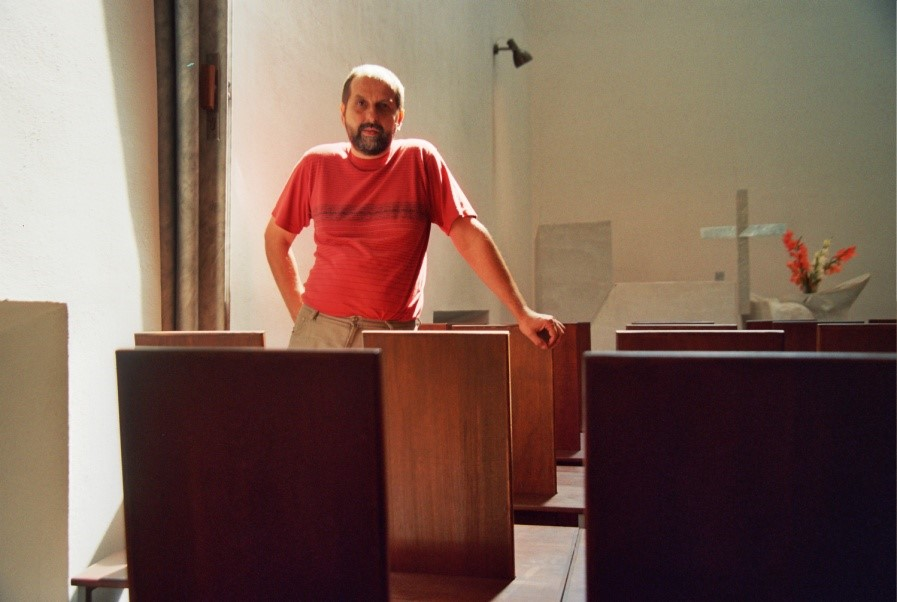
Husitský farář Josef Švehla v moderní modlitebně Husova sboru v Čechově ulici.

Protestantští křesťané mají v Benešově modlitebny v Husově a Čechově ulici. Českobratrská církev evangelická proslavila město činností nakladatelství Eman s celostátním dosahem a špičkovou kvalitou produkce. Husitská církev má moderní ekologickou modlitebnu (arch. Kovář) se zázemím pro zájmovou činnost dětí a mládeže. Dále v Benešově působí Adventisté sedmého dne.[zdroj?]

#### Další kultury
V Benešově po roce 1990 fungují také buddhistické aktivity a jogínské bez přímé vazby na hinduismus.

#### Křesťané a veřejnost
Od konce 90. let 20. století připravují křesťané každoročně na Štědrý den na náměstí veřejnou slavnost "Vánoční slovo" se čtením z Bible a vánoční hudbou. Starostové města na slavnost přicházejí popřát obyvatelům příjemné svátky a mnoho štěstí v novém roce.

## Kultura

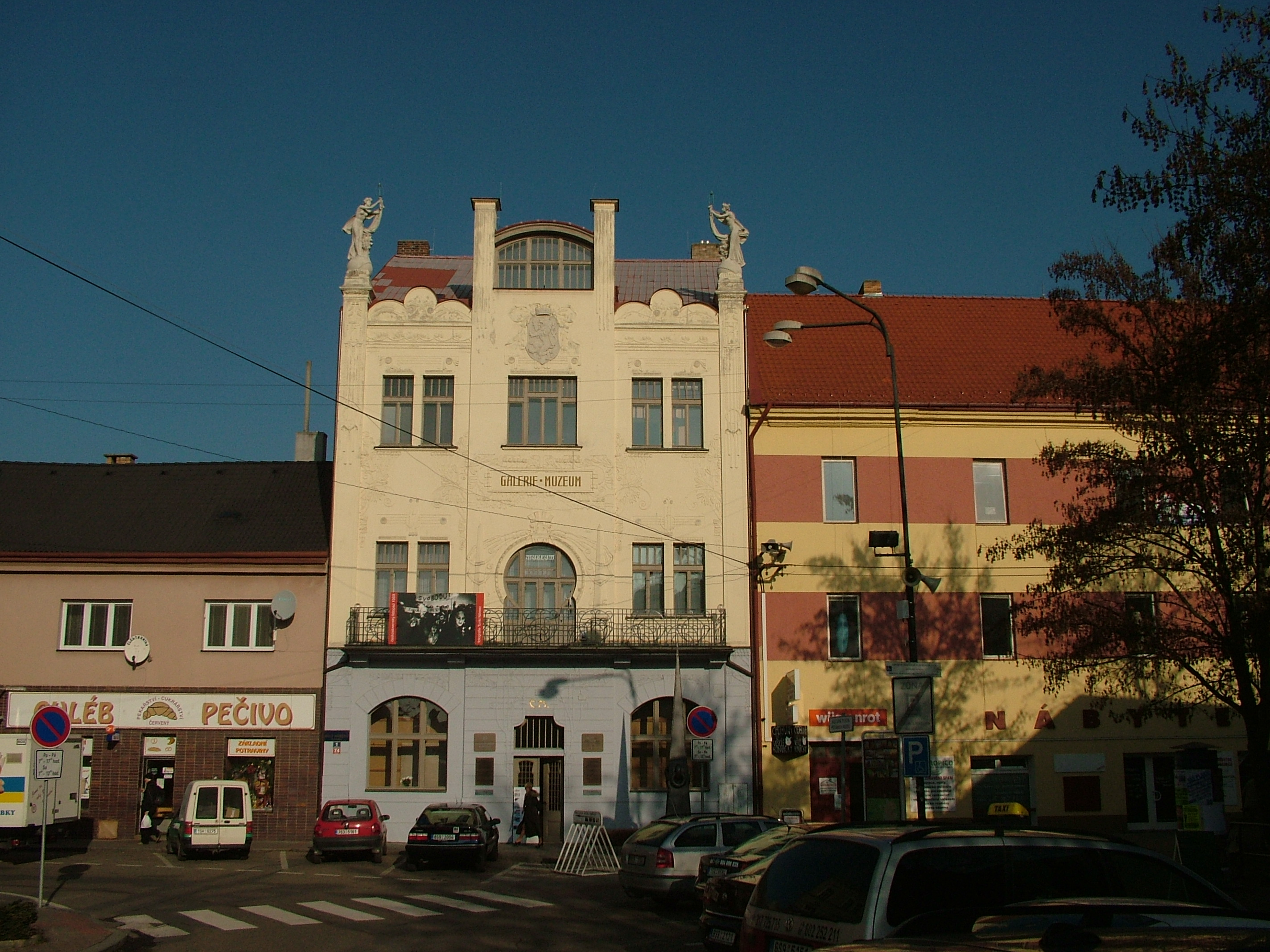
Muzeum umění

V Benešově působí Muzeum umění a designu (zal. 1990) a pobočka Muzea Podblanicka, jež se obě nacházejí v secesním domě č. p. 74. Tento dům postavila v letech 1904–1905 podle projektu Marcela Dusila Okresní hospodářská záložna v Benešově.
V roce 1992 byla v Muzeu Podblanicka zpřístupněna expozice věnovaná dějinám města a okolí, uměleckým památkám regionu a výtvarníkům, kteří zde působili. V roce 1999 byla v Muzeu umění zpřístupněna první česká stálá expozice historie fotografie. V piaristické koleji zpřístupněna (2001) stálá komorní expozice „Piaristé – tradice benešovské kultury a vzdělanosti“. Na nádraží v souvislosti s Císařským salonkem zpřístupněna (2002) stálá dokumentačně-propagační expozice „František Ferdinand Rakouský z Este“. V roce 2010 byla v piaristické koleji zpřístupněna stálá expozice ilustrovaných biblí ze sbírky Muzea umění a designu.
Vedle výrazné vydavatelské činnosti Muzea umění a designu ve městě fungovalo více než 20 let soukromé nakladatelství pana Tomáše Trusiny EMAN, které vydávalo obsahově hodnotné, špičkově graficky upravené knihy. Po roce 2020 pokračuje v působení v Praze.[ve zdroji nenalezeno]
Ve městě funguje také Městská knihovna s Městskou výstavní síní v předsálí a kino.
V Benešově funguje i městské divadlo, s profesionální historií z 50. let dvacátého století, ve které od 70. let vystupují ochotníci a hostující soubory. V moderní budově společenského centra Karlov se odehrávají zábava a společenské akce.
V podzámčí Konopiště od počátku století funguje soukromé Muzeum motorek Jawa Jiřího Stibůrka.

### Vydavatelství
V roce 1990 začalo s výraznou vydavatelskou činností nové Muzeum umění Benešov. Vydávalo katalogy, odborné textové publikace, pohlednice, plakáty a postupně 6 titulů periodik. K typickým, místní význam překračujícím titulům patřily první české slovníky a učebnice druhé gramotnosti, které doplňovaly školní výuku první gramotnosti. Díky spolupráci s IIID byly distribuovány i do zahraničí včetně zámoří. Po politickém převratu roku 2017 pokračuje muzeum v kvalitní ediční činnosti zaměřené úzce na výtvarné umění.
Nejvýraznějším vydavatelem byl dvacet let počátkem 21. století Tomáš Trusina se svým nakladatelstvím EMAN. Vydával prózu a poezii s hlubším obsahem a periodikum Protestant. Všechny publikace měly špičkovou nevtíravou grafickou úpravu.
Činnost dalších vydavatelů s výjimku příležitostných (Město Benešov, sdružení Posázaví) v historii nebyla zaznamenána.

#### Periodika
- Jiskra, týdeník s regionálním dosahem (do roku 2010, elektronicky do roku 2021)
- Benešovský kalendář, měsíčník s městským dosahem (do r. 2005)
- Zpravodaj radnice Benešov – měsíčník s městským dosahem (od r. 2006)
- Artsystem – odborný občasník pro teorii umění s celostátním dosahem (1990–1992)[25]
- Angelma – odborný občasník prp teorii fotografie s celostátním dosahem (1990–1992)[25]
- Bulletin Institutu informačního designu – odborná ročenka pro 2. gramotnost s celostátním dosahem (1990–2000, návazně elektronicky)[26]
- Muzeum umění Benešov – popularizující ročenka o muzeu pro region (1995–2010)[26]
- Benešovský deník – noviny pro region (od 1998)
- Posázaví – občasník s regionálním dosahem (od 2000)
- Muzeum, umění a společnost – odborný občasník o vztahu muzeí a veřejnosti (od 2000)[26]
- Protestant – populární dvouměsíčník s celostátním dosahem (od 2000)

### Festivaly
V Benešově se od roku 1990 pořádá každoroční festival vážné hudby Sukovo Jaro a souběžně probíhal do 1. desetiletí 21. století festival Podblanický Podzim.
Od konce 90. let každoroční setkání obyvatel na Štědrý den "Vánoční slovo" – čtení z biblických textů
V prvém desetiletí 21. století v Benešově každoročně probíhala sochařská sympozia hostící známé české umělce.
V letech 2011 a 2012 se zde pořádal hudební festival Sázavafest a v roce 2013 festival Let It Roll.
Po roce 2000 Benešov každoročně hostí významný filmový festival Jeden svět.
Od roku 2016 je každým rokem pořádán Benešovský literární festival.

### Kulturní a umělecká sdružení
- Kulturní sdružení (30. léta 20. stol.)
- Ochotnický soubor Svatopluk Čech
- Sukův komorní sbor
- Sbor Benešovské učitelky
- Římskokatolický pěvecký sbor, sbormistr Marek Jantač
- Divadlo PaT
- Komorní studio Áčko
- Evropský klub Benešov
- Posázavský Pacifik, sdružení pro ochranu památek železnice

## Sport

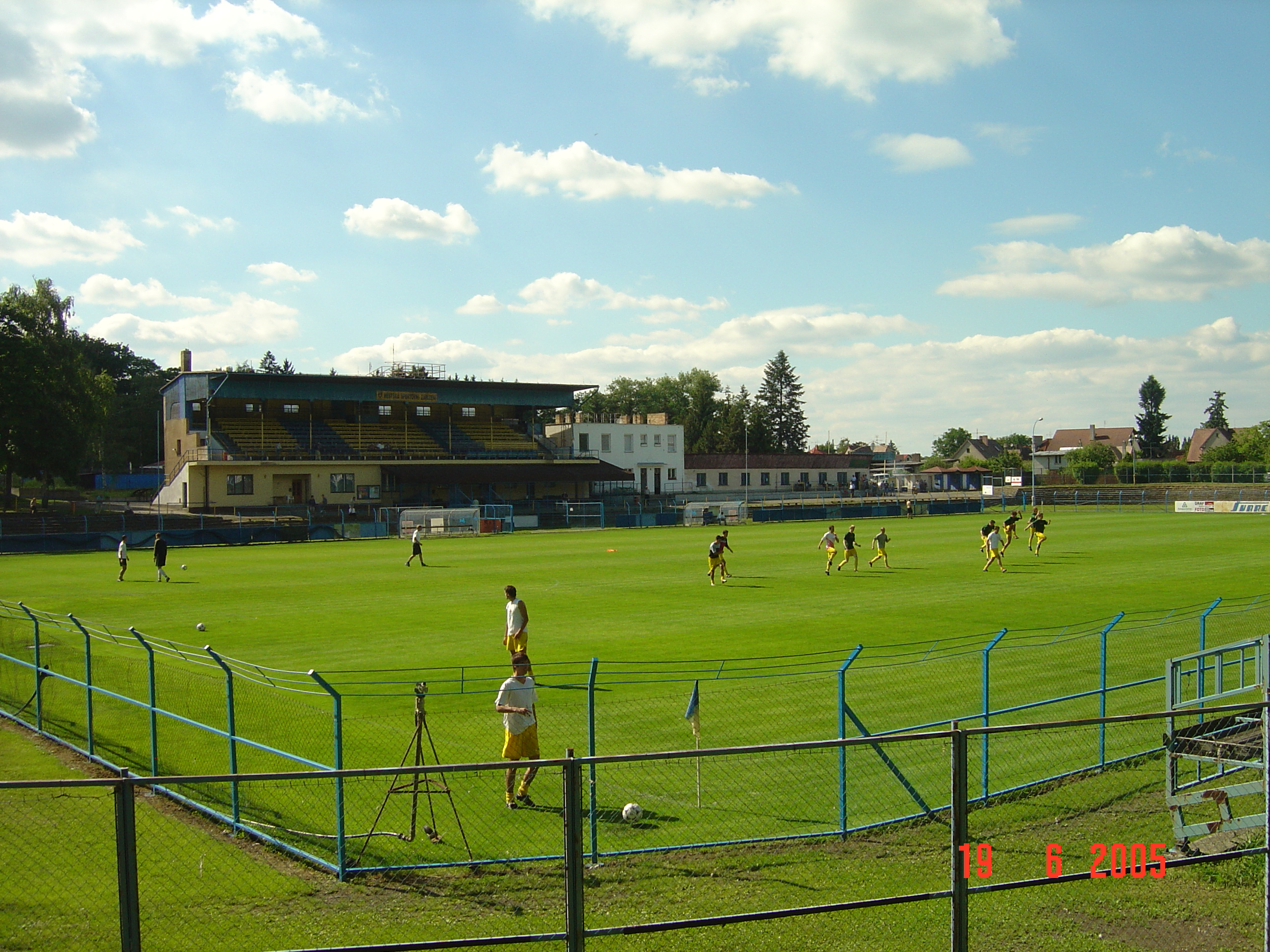
Stadion U Konopiště

Město zažívá po roce 1960 bohatý rozvoj sportovišť. Zimní stadion, krytý bazén, venkovní koupaliště a výstavba čtyř nových hal.
V Benešově funguje několik sportovních klubů. Nejslavnější chvíle prožil fotbalový klub SK Benešov, který v sezóně 1994/95 hrál nejvyšší českou soutěž, tehdy pod názvem Švarc Benešov. Po trestněprávních problémech majitele klubu Miroslava Švarce zlatá éra klubu skončila. Nyní hraje třetí nejvyšší soutěž. Benešovský dres oblékla i řada bývalých reprezentantů. V éře nahlédnutí do první ligy to byli Karel Jarolím, Luboš Kozel, Ivo Knoflíček, Julius Bielik nebo Tibor Mičinec. Ovšem již v 70. letech 20. století přišel do Benešova jako hrající trenér z pražské Dukly Josef Vacenovský který sebou přivedl bývalé reprezentanty Jana Brumovského, Jiřího Čadka nebo Josefa Jelínka. Benešovský klub hraje své domácí zápasy na stadionu U Konopiště, kam se vejde 8300 diváků.

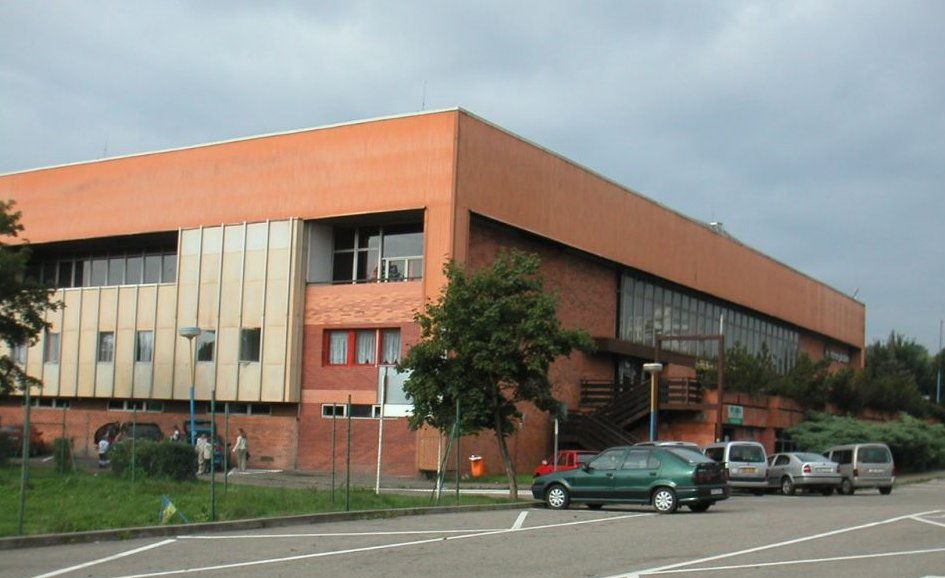
Zimní stadion v Benešově

Hokejový klub HC Lev Benešov hraje Středočeskou krajskou ligu (4. ligová úroveň). Své domácí zápasy hraje na Zimním stadionu Benešov, který má kapacitu 2500 diváků. Růstu klubu brání to, že již dvakrát prodal svou licenci do jiných měst, jednou do Příbrami a jednou do Moravských Budějovic. Nejznámějším odchovancem je Jan Srdínko, který se po skončení hráčské kariéry věnoval výchově hokejové mládeže v Benešově.

### Další sportovní kluby
- SK Florbal Benešov – florbalový klub
- BC Benešov – basketbalový klub
- HC AGAVE – hokejový klubČást sídliště na Spořilově

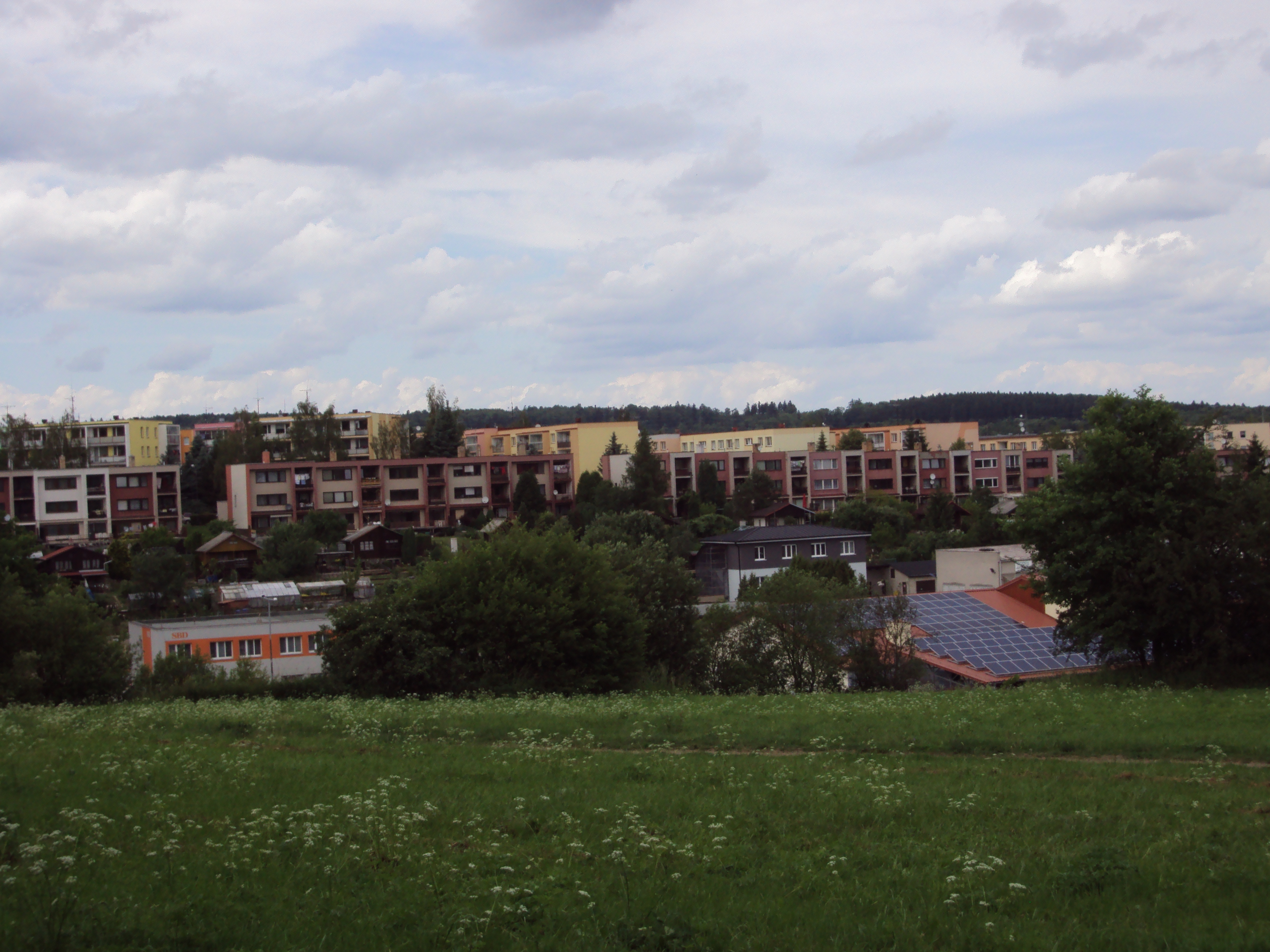
Část sídliště na Spořilově

- TJ Sokol Benešov – volejbalový klub
- SK Šacung Benešov – nohejbalový klub
- SKP judo Benešov – judo
- TSK Salta Benešov – taneční sportovní klub
- Sanchin Dojo Benešov – karate
- Benešovská 1. Volejbalová – volejbalový tým

V Benešově se nachází rovněž sokolovna se souborem hřišť a dostihové závodiště.

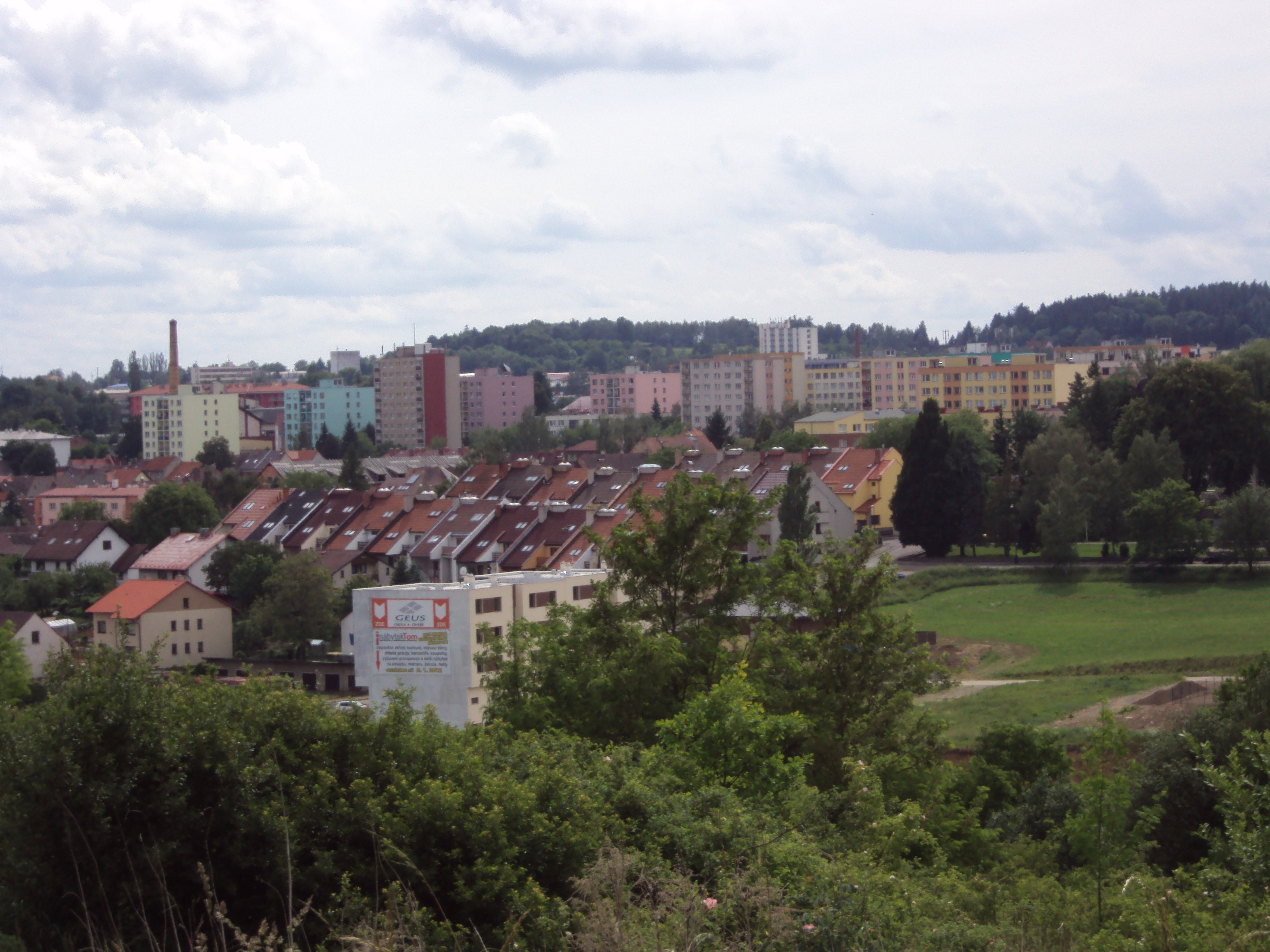
Sídliště Na Bezděkově

## Turistika
O podporu a propagaci turistiky se po roce 1990 staralo z pověření svého zřizovatele Muzeum umění Benešov. Později se částečně připojilo sdružení Posázaví. Po nabytí významu turistického ruchu činnost převzala sama radnice pod vedením Petry Orsákové.

### Cyklistika
– Městem vedou cyklotrasy č. 0063 Týnec nad Sázavou – Konopiště, č. 0064 Čerčany – Benešov – Konopiště, č. 0069 Benešov – Postupice – Vlašim, č. 0073 Benešov – Ostředek – Český Šternberk, č. 0076 Konopiště – Bystřice – Votice. Výstavba cyklostezek nebyla preferována.
- Pěší turistika – Územím města procházejí turistické trasy  Chocerady – Kozmice – Benešov – Konopiště – Neveklov,  Benešov – Postupice – Louňovice pod Blaníkem,  Konopiště – Poříčí nad Sázavou,  Konopiště – Líšno,  Benešov – Konopiště – Týnec nad Sázavou.
- Vycházkové okruhy. Ve městě i v areálu Konopiště jsou koncipovány speciální vycházkové trasy zaměřené na různá témata. Jejich přesné vyznačení různobarevnými liniemi je na mapách rozmístěných ve veřejném prostoru.

## Osobnosti

### Galerie osobností historie Benešova

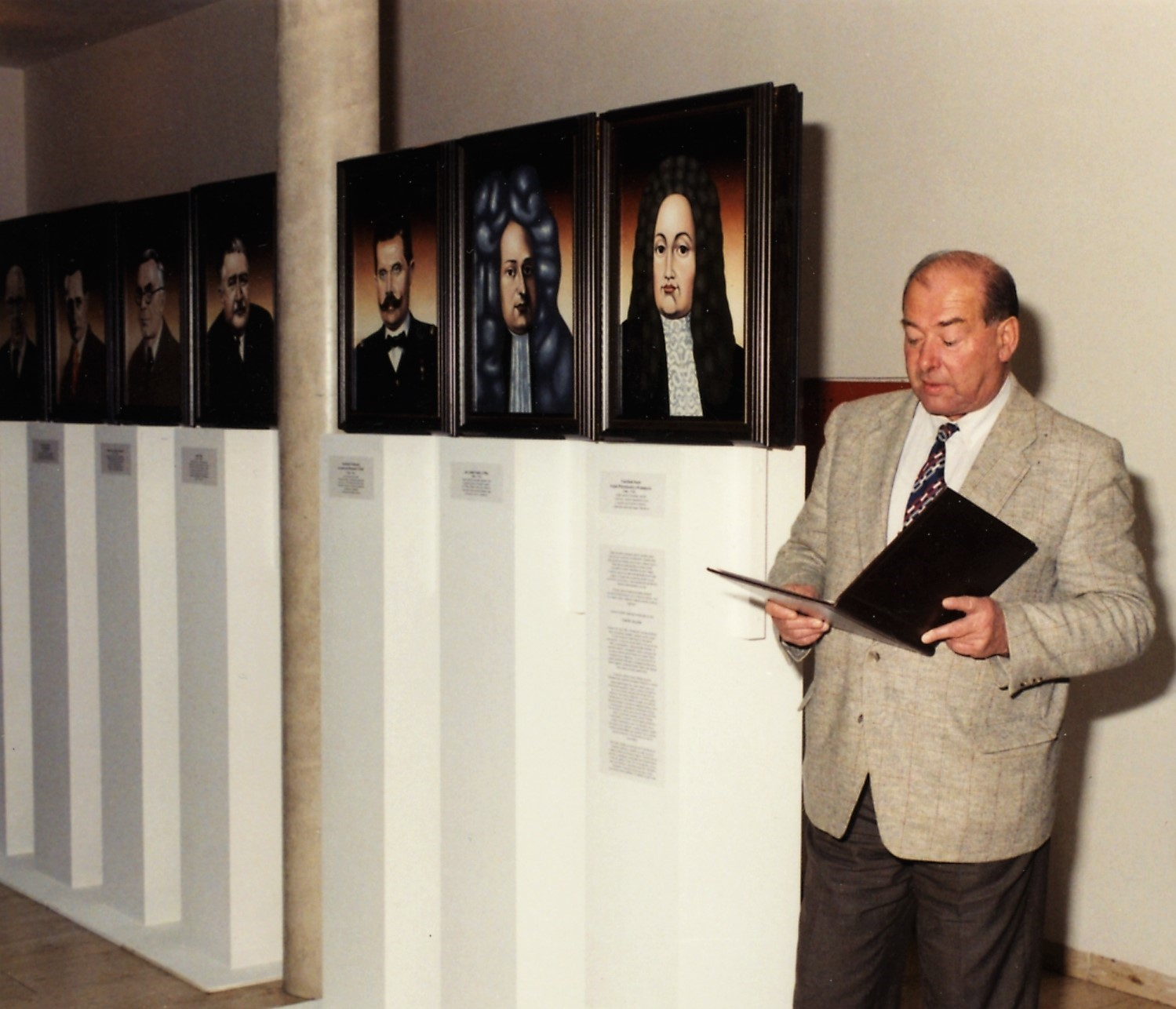
Starosta Chromý seznamuje zastupitele a úředníky radnice s osobnostmi historie Benešova

Po sametové revoluci starosta Mojmír Chromý s ředitelem muzea umění Tomášem Fassatim připravili v nových svobodných podmínkách projekt obrazové galerie osobností. Zorganizovali výběr osobností minulosti nezatížený politickou cenzurou ani povrchními laickými názory. Podnítili proto seriózní diskusi s benešovskými i dalšími historiky, jejíž výsledky vedly k sestavení základního seznamu, který byl podkladem pro vytvoření série 20 portrétů, jež byly ve formě Malé galerie instalovány roku 2001 na radnici.
- František hrabě Karel Přehořovský z Kvasejovic (1646–1723) – zakladatel piaristické koleje v Benešově
- Jan Josef hrabě z Vrtby (1669–1734) – dokončil výstavbu piaristické koleje
- Karel Ignác Villani (1818–1883) – starosta benešovského okresu
- František Ferdinand dʼEste, arcivévoda rakouský (1863–1914) – majitel Konopiště
- Josef Suk (1874–1935) – hudební skladatel
- Otakar Novotný (1880–1959) – architekt
- Emil Artur Longen (1885–1936) – malíř, herec a spisovatel
- Ladislav Šíma (1885–1956) – malíř a hudebník
- Karel Nový
- Vladislav Vančura
- Václav Pavlík
- Otomar Pičman
- Ján Juraj Stanek
- Jan Hejtmánek
- Tomáš kardinál Špidlík
- Jiří Tywoniak
- Miloslav Chlupáč
- Václav Mareš
- Zdeněk hrabě ze Sternbergu
- Josef Pleskot

### Benešovští rodáci
- Monika Absolonová (* 1976), muzikálová zpěvačka a herečka
- Vladimír Antušek (1901–1968), malíř, autor mozaiky v katedrále sv. Víta na Pražském hradě
- Matouš Benešovský vulgo Philonomus (asi 1550 – po r. 1590), filolog, písař, překladatel
- Jitka Bartoničková (* 1985), česká atletka, olympionička
- Miroslav Beránek (* 1957), bývalý československý fotbalista
- Věra Dudíková, manažerka hudebního festivalu Podblanický podzim, nositelka titulu Blanický rytíř
- Vladimír Haering (1882–1942), vojenský lékař, legionář a odbojář
- Vladimír Hirsch (* 1954), hudební skladatel a instrumentalista
- Ivo Chlupáč (1931–2002), geolog, paleontolog
- Miloslav Chlupáč (1920–2008), sochař, malíř, odborný publicista, člen muzejní rady v Benešově[28]
- Jiří Kozák (1922–2003), architekt, projektant ocelových konstrukcí
- Václav Krása (* 1951), poslanec, předseda Národní rady osob se zdravotním postižením
- Petr Kubín (* 1967), historik, hagiograf, profesor KTF UK
- Aneta Langerová (* 1986), zpěvačka, hudebnice, skladatelka[28]
- František Václav Mareš (1922–1994), jazykovědec, bohemista, slávista, profesor Vídeňské university
- Jindřich Matiegka (1862–1941), lékař, antropolog, rektor Univerzity Karlovy
- Jan Noha (1908–1966), spisovatel
- Otakar Novotný (1880–1959), architekt, návrhář, profesor
- Karel Nový (1890–1980), spisovatel a novinář
- Adolf Panz (1918–1986), orientalista a učitel perštiny, diplomat
- Pavel Pilát (1860-1931), houslařský mistr, krajanský činovník v Budapešti
- Artuš Scheiner (1863–1938), český ilustrátor a malíř
- Josef Eugen Scheiner (1861–1932), právník a významný činovník Sokola
- Adam Trajan (1586–1650), český kazatel a spisovatel
- František Teuner (1911-1978), lékař, nacistický kolaborant, činovník Vlajky, šéf Kuratoria pro výchovu mládeže
- František Sokol-Tůma (1855–1925), český spisovatel, novinář, dramatik, herec
- Kateřina Winterová (* 1976), herečka Národního divadla, zpěvačka Ecstasy of St. Theresa

### Další osobnosti spjaté s Benešovem
- Svatopluk Čech (1846–1908), básník, prozaik, novinář a cestovatel, rodák z Ostředku, jako čestný občan Benešova propůjčil své jméno místnímu ochotnickému spolku
- Tomáš Fassati (* 1952), vědec, český průkopník 2. gramotnosti, odborný manažer a vysokoškolský pedagog (UMPRUM a Fakulta architektury ČVUT), účastník 3. odboje, zakladatel muzea umění[28]
- Salo Flohr (1908–1983), světový šachista, čs. reprezentant v šachu, šachový velmistr, v Benešově uděleno domovské právo
- Jan Hertl (1906–1965), historik a sociolog, učil na benešovském gymnáziu
- Vladimír Pičman (* 1935), básník, redaktor, překladatel, studoval benešovské gymnázium
- Harry Jelínek (1905–1986), podvodník, kolaborant, žurnalista a nakladatel ("prodejce" Karlštejna), studoval benešovské gymnázium
- Josef Topol (1935–2015), dramatik, básník, studoval benešovské gymnázium[28]
- František Velebný (1898–1973), celoživotní herec ND, rovněž filmový herec, po matce rodem z Neveklovska, zemřel v Benešově
- František Veselý (1863–1935), český a československý advokát a politik, starosta Benešova
- Michal Viewegh (* 1962), spisovatel a publicista, studoval benešovské gymnázium
- Karel Vladislav Zap (1812–1871), historik a spisovatel, žil a zemřel v Benešově
- Václav Bartůšek, historik, archivář, autor rozsáhlého výzkumu o benešovských piaristech, pedagog a člen benešovské muzejní rady
- Dana Bleyová, akademická malířka, grafička, fotografka, členka muzejní rady
- Pavel Hoza (1964), spisovatel, historik, pedagog a organizátor kulturních akcí v Benešově[29]
- Tomáš Trusina, významný český knižní nakladatel, evangelický farář, pořadatel kulturních akcí v Benešově[30][ve zdroji nenalezeno]
- Marcel Timko, teolog, výrazný myslitel, od 2022 vikář benešovské katolickém farnosti[31]
- Marek Jantač, dlouhodobý regenschori benešovského chrámového sboru, a majitel benešovského audiovizuální studia, které produkuje profesionální filmy a dokumenty.[32]

### Další osobnosti spjaté s Benešovskem
- Tomáš Rajlich, světoznámý malíř působící v Nizozemí
- Marie Ruth Křížková, literární vědkyně, chartistka, nositelka ocenění za 3. odboj[28]

### Benešovští nositelé titulu Blanický rytíř
Titul uděluje skupina občanských sdružení organizovaná vlašimským Ekocentrem. Je určen především neprofesionálním aktivistům kultury a ochrany přírody. Za Benešov působí ve skupině Evropský klub Benešov a Vědecko-technická společnost železniční, později k nim přibyla o.p.s. Posázaví (https://www.blanickyrytir.cz/)
- Josef Zemánek - ochrana památek
- Jaroslava Hocková - folklór
- Václav Kovařík - ochrana přírody
- Věra Dudíková - zakladatelka a dlouholetá ředitelka hudebního festivalu Podblanický podzim
- Pavel Hoza - pedagog a spisovatel, za celoživotní dílo, zejména za významnou literární a kulturní činnost na Podblanicku.[33]

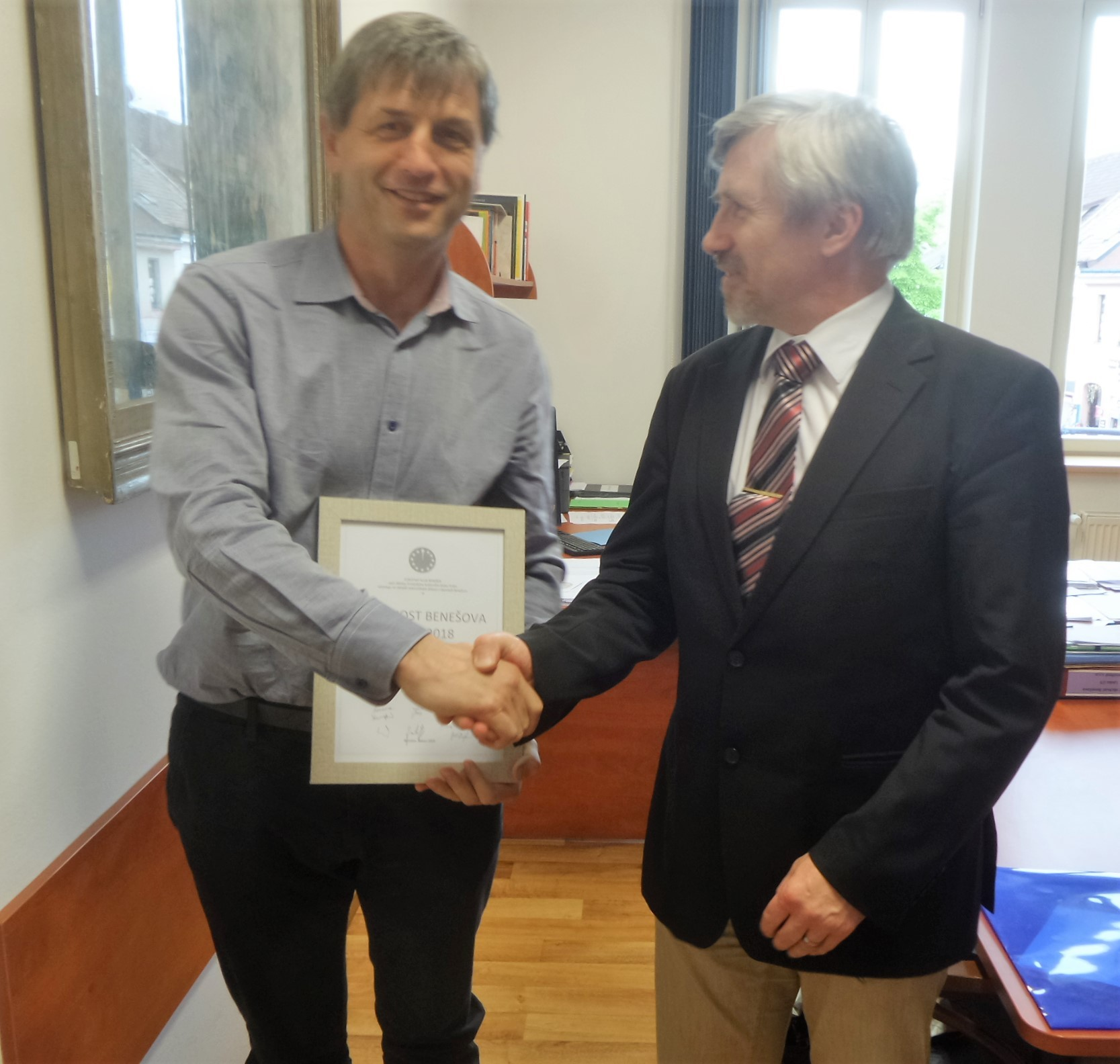
Člen Evropského kulturního klubu předává na radnici roku 2019 cenu novému nositeli Romanu Tichovskému.

### Osobnosti demokracie Benešova
Cena začala být udělována po událostech roku 2016 na benešovské radnici, kdy došlo k porušení řady demokratických principů a byla omezena svoboda projevu v místních médiích. Cenu uděluje Evropský klub Benešov na základě podrobně zdůvodněných návrhů obyvatel města. Hlasování mezi návrhy probíhá po důsledné diskuzi.
- 2016 - Petra Orsáková. Za odvážné prohlášení v napjatém politickém ovzduší radnice, na které doplatila existenčně.[35]
- 2017 – Anna Fassatiová. Za otevřený veřejný postoj proti svévolné politické manipulaci s benešovským muzeem umění. Následně patřila mezi řadu politicky postižených. Nositelka ocenění ministryně obrany za 3. odboj.
- 2018 – Roman Tichovský. Za zásadový veřejný postoj po převratu na radnici roku 2016 a morální podporu postižených spoluobčanů.
- 2019 – Jiří Stibůrek. Za dlouholetou finanční podporu jediného místního demokratického média – týdeníku Jiskra a obranu jeho otevřenosti a nezávislosti.
- 2020 – Erich Renner. Za ojedinělou dlouhodobou publicistickou aktivitu v oblasti místní politiky.
- 2021 – Marie Rút Křížková. Mimořádné ocenění pro paní Křížkovou, která se stala pro benešovskou veřejnost příkladnou, následováníhodnou osobností svým odvážným nekompromisním odporem totalitě v době normalizace.[36][37]

### Výtvarníci významně překračující hranice města a regionu
Seriózní výběr bylo možné provést jen s pomocí pohledu zvenčí (Nová encyklopedie českého výtvarného umění (1994) apod. odborná přehledová literatura.
- Ing. arch. Otakar Novotný
- akad. sochař Miloslav Chlupáč
- akad. malíř Ladislav Šíma
- Doc. Gabriel Vach, ml.

### Nositelé Ceny města Benešov pro mladého výtvarníka
Cena pro podporu mladých umělců udělovaná v přítomnosti starosty nebo jeho zástupců obsahovala úhradu cesty do některého z evropských center umění a možnost samostatné výstavy v Muzeu umění. Po politických zvratech roku 2016 byla zrušena.
- Eva Šternová-Mixánová (malba, konceptuální tvorba)
- Gabriel Vach ml. (keramika)
- Michal Kopecký (grafický design)
- Vendula Zimandlová (architektura)
- Pavol Orvan (fotografie, design)
- Petr Holeček (plastika)
- Monika Paďourová (zahradní architektura)
- Josefína Dušková (plastika)
- Jakub Škraban (fotografie)
- Ondřej Doskočil (malba, grafický design, videoart)

### Nositelé Ceny Srdce Benešova
- 2022 - PhDr. Anna Balatová

### Čestní občané města
- Josef Suk, hudební skladatel (poctěn 1934)
- František Václav Mareš (1922–1994), jazykovědec, bohemista, slavista
- Miloslav Chlupáč, sochař, malíř a odborný publicista[28]

### Účastníci 3. odboje ocenění ministrem obrany ČR
- Jan Kohl (nar. 27. srpna 1902 v Benešově)
- Otakar Nigrin (nar. 12. ledna 1927 v Benešově)
- Jindřich Papež (nar. 5. července 1902 v Benešově)
- Vladimír Veit (nar. 13. února 1948 v Benešově)
- Eva Knihová (nar. 23. února 1933 v Praze, žije v Benešově)
- Anna Fassatiová (nar. 27. března 1958)
- Tomáš Fassati (nar. 22. února 1952)[38]

## Partnerská města
- Sainte-Agnès, Alpes-Maritimes, Francie
- Partizánske, Slovensko
- San Pietro in Casale, Itálie

### Filmy o Benešově
- Benešovský víkend (1995)
- Šumný Benešov (2001), režie Radovan Lipus, scénář David Vávra, odb. poradce Tomáš Fassati
- Navštivte Benešov (2012), námět Petra Orsáková